# Halálozások 2012-ben
Ez a szócikk a 2012-es évben elhunyt nevezetes személyeket sorolja fel.

## December
| Dátum                | Név                      | Foglalkozás / tisztség                                                                                                | Kor | Forrás          |
| -------------------- | ------------------------ | --- | --- | --------------- |
| december 31.         | Csécsei Béla             | pedagógus, politikus, Budapest VIII. kerületének polgármestere (1993-2009)                                            | 060 |                 |
| december 31.         | Janka András             | tanító, katona, akit 1956-os forradalom idején történt tevékenységei miatt többször is elítéltek                      | 093 |                 |
| december 31.         | Korompai Vali            | színésznő, a Magyar Vakok és Gyengénlátók Országos Szövetsége Hangoskönyvtárának állandó felolvasója                  | 080 |                 |
| december 30.         | Beate Sirota Gordon      | osztrák születésű amerikai előadóművész és női jogvédő                                                                | 089 |                 |
| december 30.         | Mike Hopkins             | kétszeres Oscar-díjas új-zélandi hangrendező                                                                          | 053 |                 |
| december 30.         | Rita Levi-Montalcini     | Nobel-díjas olasz neurológus                                                                                          | 103 |                 |
| december 30.         | Szécsi Katalin           | írónő, Szécsi Pál nővére                                                                                              | 071 |                 |
| december 30.         | Carl Woese               | amerikai mikrobiológus, az élővilág háromdoménes rendszerének egyik kidolgozója                                       | 084 |                 |
| december 29.         | Dely Péter               | sakknagymester | 078 |                 |
| december 29.         | William Rees-Mogg        | angol közgazdász, politikus                                                                                           | 084 |                 |
| december 29.         | Salvador Reyes           | mexikói válogatott labdarúgó, csatár, később edző                                                                     | 076 |                 |
| december 28.         | Václav Drobný            | válogatott cseh labdarúgó                                                                                             | 032 |                 |
| december 28.         | Jon Finch                | angol színész (Macbeth (1971), Téboly)                                                                                | 070 |                 |
| december 28.         | Emmanuel Scheffer        | izraeli labdarúgó, edző, az izraeli labdarúgó-válogatott szövetségi kapitánya (1968–70, 1978–79)                      | 088 |                 |
| december 27.         | Valentyin Borejko        | olimpiai bajnok (1960) szovjet-orosz evezős                                                                           | 079 |                 |
| december 27.         | Norman Schwarzkopf       | amerikai tábornok, az 1991-es öbölháborúban a nemzetközi szövetséges erők parancsnoka                                 | 078 |                 |
| december 27.         | Szilbereky Jenő          | jogász, a Legfelsőbb Bíróság elnöke, igazságügyi miniszterhelyettes majd államtitkár                                  | 095 |                 |
| december 27.         | Volodimir Szinyavszkij   | olimpiai ezüstérmes (1960) szovjet-ukrán birkózó                                                                      | 080 |                 |
| december 26.         | Gerry Anderson           | brit televíziós rendező, producer                                                                                     | 083 |                 |
| december 26.         | Vatanabe Haruhisza       | japán kalandor, kerékpáros, a második legfiatalabb ember, aki megmászta a 7 kontinens legmagasabb csúcsát             | 030 |                 |
| december 25.         | Fehérvári Géza           | művészettörténész, orientalista, régész, az iszlámkori iráni művészet kutatója                                        | 086 |                 |
| december 25.         | Karmazsin László         | orvos, gyermekgyógyász,a Debreceni Orvostudományi Egyetem volt rektora, az MTA doktora                                | 085 |                 |
| december 25.         | Othmar Schneider         | osztrák olimpiai bajnok (1952) alpesisíző                                                                             | 084 |                 |
| december 25.         | Frank Calabrese          | amerikai maffiózó | 075 |                 |
| december 24.         | Richard Rodney Bennett   | angol zeneszerző, dzsessz-művek és filmzenék szerzője, Bafta-díjas                                                    | 078 |                 |
| december 24.         | Charles Durning          | amerikai filmszínész (A nagy balhé, Ments Meg!)                                                                       | 089 |                 |
| december 24.         | Ficsór József            | agrármérnök, 1990–2010 között Kiskunfélegyháza polgármestere, a KHTK elnöke                                           | 059 |                 |
| december 24.         | Jack Klugman             | amerikai filmszínész (Tizenkét dühös ember, Quincy)                                                                   | 090 |                 |
| december 24.         | Mahunka Sándor           | Széchenyi-díjas zoológus, entomológus, az MTA rendes tagja                                                            | 075 |                 |
| december 23.         | Mike Scaccia             | amerikai gitáros, a Ministry, Rigor Mortis és más heavy metal zenekarok tagja                                         | 047 |                 |
| december 22.         | Květa Legátová           | cseh író | 093 |                 |
| december 22.         | Marva Whitney            | amerikai rhythm and blues és funky énekesnő                                                                           | 068 |                 |
| december 21.         | Láng Hugó                | Rátz Tanár Úr-életműdíjas magyar matematikatanár, szakíró, várospolitikus, Székesfehérvár alpolgármestere (1994–1998) | 085 |                 |
| december 21.         | Sebők Éva                | József Attila-díjas költő, gyermekíró, műfordító                                                                      | 085 |                 |
| december 20.         | Leslie Claudius          | háromszoros olimpiai bajnok (1948, 1952, 1956) indiai gyeplabdázó                                                     | 085 |                 |
| december 20.         | Guczi László             | állami díjas kémikus, egyetemi tanár, a heterogén katalízis folyamatainak kutatója                                    | 080 |                 |
| december 20.         | Prohászka János          | labdarúgó (Dorogi FC)                                                                                                 | 078 |                 |
| december 19.         | Alan Cowey               | brit neurobiológus, az MTA tiszteleti tagja                                                                           | 077 |                 |
| december 19.         | Colin Davis              | brit autóversenyző | 079 |                 |
| december 19.         | Peter Struck             | német politikus (SPD), védelmi miniszter (2002–2005)                                                                  | 069 |                 |
| december 19.         | Pálmay Lóránt            | matematikapedagógus                                                                                                   | 083 |                 |
| december 18.         | Kovács Győző             | villamosmérnök, számítástechnikus, informatikus                                                                       | 079 |                 |
| december 18.         | Detrekői Ákos            | geodéta, a BME professzora, rektora, az MTA rendes tagja                                                              | 073 |                 |
| december 18.         | Dörögdy Miklós           | bábszínművész | 071 | [ halott link ] |
| december 18.         | Branko Kralj             | horvát labdarúgókapus                                                                                                 | 088 |                 |
| december 17.         | Galán Géza               | felvidéki magyar színész                                                                                              | 070 |                 |
| december 17.         | Horváth Sándor           | Jászai Mari-díjas színész                                                                                             | 080 |                 |
| december 17.         | Daniel Inouye            | amerikai politikus, a Szenátus pro tempore elnöke                                                                     | 088 |                 |
| december 17.         | Komor Ágnes              | magyar hárfaművész | 089 |                 |
| december 17.         | Arnaldo Mesa             | olimpiai ezüstérmes (1996) kubai ökölvívó                                                                             | 045 |                 |
| december 16.         | Jakobovits Miklós        | Munkácsy Mihály-díjas romániai magyar festő, művészeti író                                                            | 076 |                 |
| december 15.         | José Naranjo             | mexikói válogatott labdarúgó, csatár                                                                                  | 086 |                 |
| december 15.         | Urata Takesi             | japán csillagász | 065 | —               |
| december 14.         | Richard Baum             | amerikai Kínai-figyelő, politológus, sinológus                                                                        | 072 |                 |
| december 14.         | Boross László            | magyar biokémikus, egyetemi tanár                                                                                     | 081 |                 |
| december 14.         | Klaus Köste              | német tornász, politikus                                                                                              | 069 |                 |
| december 12.         | Alfred Delcourt          | belga nemzetközi labdarúgó-játékvezető                                                                                | 083 |                 |
| december 12.         | Kurt Weil                | svájci dzsesszzenész és zenei menedzser                                                                               | 080 |                 |
| december 12. (k. n.) | Kiss István              | atléta, hosszútávfutó                                                                                                 | 072 |                 |
| december 11.         | Ravi Shankar             | háromszoros Grammy-díjas indiai szitárjátékos és zeneszerző                                                           | 092 |                 |
| december 10.         | Lisa Della Casa          | svájci opera-énekesnő (szoprán)                                                                                       | 093 |                 |
| december 10.         | Inczédy János            | magyar vegyészmérnök, egyetemi tanár, az MTA rendes tagja                                                             | 089 |                 |
| december 9.          | Abodi Nagy Béla          | erdélyi magyar festőművész                                                                                            | 094 |                 |
| december 9.          | Czóbel Anna              | operatőr, érdemes művész                                                                                              | 094 |                 |
| december 9.          | Patrick Moore            | brit csillagász | 089 |                 |
| december 9.          | Jenni Rivera             | amerikai-mexikói énekesnő                                                                                             | 043 |                 |
| december 9.          | Riccardo Schicchi        | olasz fotográfus, szexfilmrendező, Cicciolina és Henger Éva felfedezője                                               | 059 |                 |
| december 9.          | Norman Joseph Woodland   | amerikai mérnök, a vonalkód feltalálója, szabadalmaztatója                                                            | 091 |                 |
| december 7.          | Vlagyimir Bakulin        | olimpiai ezüstérmes (1968), világbajnok szovjet-kazak birkózó, edző, újságíró                                         | 073 |                 |
| december 7.          | Denis Houf               | belga labdarúgó-középpályás                                                                                           | 080 |                 |
| december 7.          | Govindasamy Suppiah      | szingapúri labdarúgó-játékvezető                                                                                      | 083 |                 |
| december 6.          | Ed Cassidy               | amerikai zenész, dzsessz és rock dobos                                                                                | 089 |                 |
| december 6.          | Csókos Varga Györgyi     | Magyar Örökség díjas képzőművész, festő, iparművész                                                                   | 086 |                 |
| december 5.          | Sammy Arena              | amerikai zenész, énekes                                                                                               | 081 |                 |
| december 5.          | Dave Brubeck             | Grammy életmű-díjas amerikai dzsessz-zenész zeneszerző, zongorista                                                    | 091 |                 |
| december 5.          | Hollósi Frigyes          | Jászai Mari-díjas színművész                                                                                          | 071 |                 |
| december 5.          | Oscar Niemeyer           | brazil építész | 104 |                 |
| december 4.          | Vaszilij Ivanovics Belov | orosz író, költő, drámaíró                                                                                            | 080 |                 |
| december 4.          | Miguel Calero            | 050-szeres válogatott kolumbiai labdarúgókapus                                                                        | 041 |                 |
| december 4.          | Gerle János              | építész, szakíró, városvédő                                                                                           | 065 |                 |
| december 2.          | Buzási János             | ny. főlevéltáros, a Magyar Országos Levéltár volt mb. főigazgatója, Szabó Ervin-díjas                                 | 080 |                 |
| december 2.          | Klaus Ohmsen             | német labdarúgó-játékvezető                                                                                           | 077 |                 |
| december 1.          | Manfred Amerell          | német nemzeti labdarúgó-játékvezető                                                                                   | 065 |                 |
| december 1.          | Jovan Belcher            | amerikai amerikaifocista (Kansas City Chiefs)                                                                         | 025 |                 |
| december 1.          | Phil Taylor              | angol labdarúgó és edző (Liverpool FC)                                                                                | 095 |                 |

## November
| Dátum        | Név                           | Foglalkozás / tisztség                                                                     | Kor | Forrás          |
| ------------ | ----------------------------- | ------------------------------------------------------------------------------------------ | --- | --------------- |
| november 29. | Párkányi József               | római katolikus pap, jogász, apát                                                          | 092 |                 |
| november 28. | Knut Ahnlund                  | svéd irodalomtörténész, regényíró, műfordító                                               | 089 |                 |
| november 28. | Alex Crisovan                 | magyar származású svájci újságíró, sakk-szakíró                                            | 093 |                 |
| november 28. | José Maria Fidélis dos Santos | brazil válogatott labdarúgó                                                                | 068 |                 |
| november 28. | Kulcsár Imre                  | Déryné-díjas színművész, a Miskolci Nemzeti Színház örökös tagja                           | 078 |                 |
| november 28. | Márk Gergely                  | kertészmérnök, gyógynövény- és rózsanemesítő                                               | 089 |                 |
| november 27. | Lennart Samuelsson            | olimpiai bronzérmes (1952) svéd labdarúgó                                                  | 088 |                 |
| november 26. | Joseph Murray                 | Nobel-díjas amerikai orvos, sebész, az első veseátültetés végrehajtója                     | 093 |                 |
| november 25. | Kiss Imre                     | kulturális vezető, a Budapesti Tavaszi Fesztivál létrehozója                               | 068 |                 |
| november 25. | Dave Sexton                   | angol labdarúgóedző és játékos                                                             | 082 |                 |
| november 24. | Héctor Camacho                | háromszoros világbajnok Puerto Ricó-i ökölvívó                                             | 050 |                 |
| november 23. | Sava Babić                    | szerb író, költő, műfordító, egyetemi tanár                                                | 078 |                 |
| november 23. | Fischer György                | Munkácsy Mihály-díjas szobrászművész                                                       | 056 |                 |
| november 23. | Larry Hagman                  | amerikai színész (Dallas)                                                                  | 081 |                 |
| november 23. | Kiss István                   | Kossuth-díjas kémikus                                                                      | 089 |                 |
| november 23. | Lőrincz Zsigmond              | erdélyi magyar politikus, Kovászna város volt polgármestere                                | 048 |                 |
| november 23. | Nelson Prudêncio              | olimpiai ezüstérmes (1968) brazil atléta, hármasugró                                       | 068 |                 |
| november 23. | John Kemeny                   | magyar származású kanadai producer (Atlantic City)                                         | 087 |                 |
| november 22. | Mesquita Alves                | portugál sportvezető, az FC Porto marketingigazgatója                                      | 052 |                 |
| november 22. | Austin Peralta                | amerikai zongorista, jazz- és elektronikus zenész, a Flying Lotus tagja                    | 022 |                 |
| november 20. | William Grut                  | olimpiai bajnok (1948) svéd öttusázó                                                       | 098 |                 |
| november 20. | Ivan Kušan                    | horvát író                                                                                 | 080 |                 |
| november 20. | Sisa István                   | közíró, szerkesztő                                                                         | 094 |                 |
| november 20. | Szebellédy Géza               | fotóriporter, az MTI vezérigazgató-helyettese (1993–1995)                                  | 071 |                 |
| november 20. | Veress Bulcsú                 | amerikai-magyar jogász, politológus                                                        | 071 |                 |
| november 19. | Kiss Sándor                   | erdélyi magyar informatikus, az első romániai személyi számítógép, a PRAE főprogramozója   | 066 |                 |
| november 19. | Lehoczki Károly               | zenész, grafikus, karikaturista                                                            | 055 |                 |
| november 19. | Warren Rudman                 | amerikai politikus, szenátor (New Hampshire, 1981–1993)                                    | 082 |                 |
| november 19. | Borisz Natanovics Sztrugackij | szovjet (orosz) tudományos-fantasztikus író                                                | 079 |                 |
| november 18. | Jelena Ahmilovszkaja          | orosz születésű amerikai sakknagymester                                                    | 055 |                 |
| november 18. | Gordosné Szabó Anna           | gyógypedagógus                                                                             | 084 |                 |
| november 17. | Henryk Grzybowski             | válogatott lengyel labdarúgó, olimpikon                                                    | 078 |                 |
| november 17. | Kovács Apollónia              | Kossuth-díjas előadóművész, nótaénekes                                                     | 086 |                 |
| november 15. | Théophile Abega               | kameruni válogatott labdarúgó                                                              | 058 |                 |
| november 15. | Dóka Klára                    | levéltáros, történész                                                                      | 068 |                 |
| november 14. | Alex Alves                    | brazil labdarúgó, a Hertha BSC egykori játékosa                                            | 037 |                 |
| november 14. | Kovács Sándor                 | kajakozó                                                                                   | 095 |                 |
| november 13. | Somló István                  | színész                                                                                    | 065 |                 |
| november 13. | Xantus János                  | filmrendező                                                                                | 059 |                 |
| november 12. | Bob French                    | amerikai dzsesszdobos, zenekarvezető                                                       | 074 |                 |
| november 12. | Marschalek Ákos               | a Magyar Asztalitenisz Szövetség alelnöke                                                  | 042 |                 |
| november 11. | N. Horváth Péter              | költő, művészettörténész                                                                   | 055 |                 |
| november 11. | Victor Mees                   | belga válogatott labdarúgó                                                                 | 085 | [ halott link ] |
| november 10. | Danyi Magdolna                | vajdasági magyar költő, kritikus, irodalomtörténész                                        | 062 |                 |
| november 10. | Valerij Jazdovszkij           | szovjet űrhajós                                                                            | 082 |                 |
| november 9.  | Páll Lajos                    | erdélyi magyar költő, festőművész, a Magyar Művészeti Akadémia tagja                       | 074 |                 |
| november 9.  | Milan Čič                     | szlovák politikus, miniszterelnök (1989–90)                                                | 080 |                 |
| november 9.  | Valerie Eliot                 | brit irodalmi szerkesztő, T. S. Eliot özvegye, a Macskák című musical megálmodója          | 087 |                 |
| november 9.  | Szergej Nyikolszkij           | orosz matematikus, az MTA tiszteleti tagja                                                 | 107 |                 |
| november 9.  | Major Harris                  | amerikai rhythm and blues énekes (The Delfonics)                                           | 065 |                 |
| november 8.  | Lucille Bliss                 | amerikai színésznő, Törpilla eredeti szinkronhangja                                        | 096 |                 |
| november 8.  | Danis György                  | politikus, országgyűlési képviselő (1990–1998), az SZDSZ alapító tagja                     | 067 |                 |
| november 8.  | Pete Namlook                  | német producer és zeneszerző (ambient zene)                                                | 051 |                 |
| november 7.  | Vladimír Jiránek              | cseh karikaturista, rajzfilmkészítő, a Bob és Bobek című rajzfilmsorozat forgatókönyvírója | 074 |                 |
| november 7.  | Laczkovics László             | Ybl-díjas építész                                                                          | 071 |                 |
| november 7.  | David Olive                   | brit elméleti fizikus                                                                      | 075 |                 |
| november 7.  | Vallai Péter                  | Jászai Mari-díjas színész                                                                  | 065 |                 |
| november 7.  | Pelle Erzsébet                | operaénekes                                                                                | 065 |                 |
| november 6.  | Clive Dunn                    | brit színész, humorista, énekes                                                            | 092 |                 |
| november 6.  | Gombos Katalin                | színész, érdemes művész                                                                    | 083 |                 |
| november 6.  | Hemző Károly                  | Balázs Béla-díjas fotóművész                                                               | 084 |                 |
| november 6.  | Makszim                       | bolgár ortodox egyházi vezető, Bulgária pátriárkája (1971–2012)                            | 098 |                 |
| november 6.  | Pongrácz László               | közgazdász, munkaügyi szakember                                                            | 084 | —               |
| november 6.  | Milivoj Slaviček              | horvát író, műfordító                                                                      | 083 |                 |
| november 5.  | Elliott Carter                | amerikai zeneszerző                                                                        | 103 |                 |
| november 4.  | Dávid Róbert                  | labdarúgó, edző (Salgótarjáni BTC)                                                         | 080 |                 |
| november 3.  | Szakács Józsefné              | hímző, népi iparművész                                                                     | 089 |                 |
| november 2.  | Sríram Sankar Abhjankar       | indiai matematikus                                                                         | 082 |                 |
| november 2.  | Han Szü-jin (Han Suyin)       | kínai író, orvos, sinológus, diplomata                                                     | 095 |                 |
| november 2.  | Kocsis Kálmán                 | jogász, újságíró, hírszerző, diplomata, nagykövet, az Információs Hivatal főigazgatója     | 069 |                 |
| november 2.  | Rózsás János                  | író                                                                                        | 086 |                 |
| november 1.  | Gae Aulenti                   | olasz építész, formatervező                                                                | 084 |                 |
| november 1.  | Mitch Lucker                  | amerikai énekes (Suicide Silence)                                                          | 028 |                 |
| november 1.  | Simor Ottó                    | Jászai Mari-díjas színész                                                                  | 086 |                 |
| november 1.  | Tóth Lajos                    | katonatiszt, a Zrínyi Miklós Katonai Akadémia parancsnoka (1969–1975)                      | 089 |                 |

## Október
| Dátum       | Név                     | Foglalkozás / tisztség | Kor | Forrás |
| ----------- | ----------------------- | --- | --- | ------ |
| október 31. | John Fitch              | amerikai autóversenyző | 095 |        |
| október 29. | Alaxai József           | labdarúgó (Debreceni VSC, Eger) | 072 |        |
| október 29. | Kenneth G. Ryder        | amerikai egyetemi tanár, az Északkeleti Egyetem rektora | 088 |        |
| október 28. | Rudolfine Steindling    | osztrák üzletasszony, az Osztrák Kommunista Párt vagyonkezelője, a Novum-ügy főszereplője                                                                                       | 078 |        |
| október 27. | Terry Callier           | amerikai soul-jazz-folk gitáros, énekes, dalszerző | 067 |        |
| október 27. | Hans Werner Henze       | német zeneszerző | 086 |        |
| október 26. | Gereben István          | geofizikus, publicista, emigráns közéleti személyiség | 079 |        |
| október 25. | John Connelly           | világbajnok (1966) angol labdarúgó | 074 |        |
| október 25. | Győrffy Balázs          | nagy-britanniai magyar fizikus | 074 |        |
| október 25. | Emanuel Steward         | amerikai ökölvívóedző, Vlagyimir Klicsko edzője | 068 |        |
| október 24. | Anita Björk             | svéd színésznő | 089 |        |
| október 24. | John Emil Halver        | amerikai biokémikus, az MTA tiszteleti tagja | 090 |        |
| október 24. | Margaret Osborne duPont | 37-szeres Grand Slam-győztes amerikai teniszező | 094 |        |
| október 22. | Dénes István            | a Magyar Rádió irodalmi osztályának főmunkatársa | 083 |        |
| október 22. | Prohászka János         | Széchenyi-díjas gépészmérnök, az MTA tagja | 092 |        |
| október 22. | Luttor Mara             | filmrendező | 089 |        |
| október 22. | Russell Means           | amerikai indián származású színész (Az utolsó mohikán, Pocahontas) | 072 |        |
| október 21. | George McGovern         | amerikai politikus, szenátor, 1972-ben a Demokrata Párt elnökjelöltje | 090 |        |
| október 20. | Paul Kurtz              | amerikai filozófus, az amerikai szkeptikus társaság alapítója | 086 |        |
| október 20. | Edward Donnall Thomas   | amerikai orvos és rákkutató, a csontvelő-átültetés kifejlesztője, Nobel-díjas (1990)                                                                                            | 092 |        |
| október 19. | Fiorenzo Magni          | olasz kerékpárversenyző | 091 |        |
| október 18. | Lukács Mihály           | magyarországi roma politikus, országgyűlési képviselő (Fidesz, 2002–2006) | 057 |        |
| október 17. | Émile Allais            | négyszeres világbajnok francia alpesisíző | 100 |        |
| október 17. | Bogáti Péter            | író, újságíró | 087 |        |
| október 17. | Komár László            | rock and roll énekes | 067 |        |
| október 17. | Sylvia Kristel          | holland színésznő, az Emmanuelle-filmek sztárja | 060 |        |
| október 17. | Vakamacu Kódzsi         | japán filmrendező | 076 |        |
| október 16. | John A. Durkin          | amerikai politikus, szenátor (New Hampshire, 1975–1980) | 076 |        |
| október 16. | Török Bódog             | magyar kézilabdaedző, a női válogatott szövetségi kapitánya | 088 |        |
| október 15. | Norodom Szihanuk        | 1941–55 és 1993–2004 között Kambodzsa királya, emellett uralkodói cím nélküli államfője is és többszörös miniszterelnöke, 2004-től a jelképes nagykirály címet viselte haláláig | 089 |        |
| október 14. | Kyle Bennett            | amerikai háromszoros BMX-világbajnok, olimpikon | 033 |        |
| október 14. | Joó László              | színész, színházigazgató, író, dramaturg, lektor | 093 |        |
| október 14. | Stanley Nathenson       | amerikai immunológus, az MTA tiszteleti tagja | 079 |        |
| október 14. | Arlen Specter           | amerikai politikus, szenátor, (Pennsylvania, 1981–2011) | 082 |        |
| október 12. | Kassai Ervin            | kosárlabdázó, játékvezető | 087 |        |
| október 12. | Bretislav Pojar         | cseh rajzfilmrendező | 089 |        |
| október 12. | Vékony László           | vajdasági magyar orvos, művelődés- és helytörténész, író | 059 |        |
| október 12. | Witz Éva                | Balázs Béla-díjas jelmeztervező | 082 |        |
| október 11. | Charles E. Fritch       | amerikai tudományos-fantasztikus, fantasy és horrorszerző | 085 |        |
| október 11. | Helmut Haller           | világbajnoki ezüst- és bronzérmes német labdarúgó | 073 |        |
| október 11. | Molnár László           | alezredes, bányamérnök, a Központi Bányászati Múzeum nyugalmazott igazgatója | 089 |        |
| október 10. | Morgen Ferdinánd        | kosárlabdázó (Atomerőmű SE) | 021 |        |
| október 9.  | Paddy Roy Bates         | brit kalózrádiós, Sealand Hercegség alapítója | 091 |        |
| október 9.  | Kosztolányi Balázs      | vitorlázó, filmszínész | 064 |        |
| október 9.  | Kenny Rollins           | olimpiai bajnok (1948) amerikai kosárlabdázó | 089 |        |
| október 9.  | Harris Savides          | amerikai operatőr | 055 |        |
| október 8.  | Rafael Lesmes           | válogatott spanyol labdarúgó | 085 |        |
| október 8.  | Pauer Gyula             | Kossuth-díjas szobrász, performer, látványtervező | 071 |        |
| október 8.  | Eduard Volodarszkij     | orosz író, forgatókönyvíró | 071 |        |
| október 7.  | Mayer Péter             | sportvezető, a Miskolci Hoki Club megalapítója | 059 |        |
| október 7.  | Michael Jones           | a New York Red Bulls utánpótlásedzője | 025 |        |
| október 6.  | Albert                  | meißeni őrgróf | 077 |        |
| október 6.  | Nick Curran             | amerikai énekes, gitáros | 035 |        |
| október 6.  | Mocsári Erika           | krimi- és újságíró | 079 |        |
| október 5.  | Gyurasits István        | válogatott kosárlabdázó, sportvezető | 066 |        |
| október 5.  | Claude Pinoteau         | francia filmrendező (Házibuli, A párizsi diáklány) | 087 |        |
| október 4.  | Erhard Wunderlich       | olimpiai ezüstérmes, világbajnok német kézilabdázó | 055 |        |
| október 1.  | Dirk Bach               | német színész, műsorvezető, humorista | 051 |        |
| október 1.  | Eric Hobsbawm           | brit marxista filozófus, társadalomtörténész, az MTA tiszteleti tagja | 095 |        |
| október 1.  | Redő Ferenc             | festőművész, grafikus, iparművész | 099 |        |
| október 1.  | Moshe Sanbar            | magyar származású izraeli közgazdász, az Izraeli Nemzeti Bank elnöke (1971–1976)                                                                                                | 086 |        |

## Szeptember
| Dátum          | Név                         | Foglalkozás / tisztség                                                                       | Kor | Forrás          |
| -------------- | --------------------------- | -------------------------------------------------------------------------------------------- | --- | --------------- |
| ismeretlen nap | Carlos Calderón de la Barca | válogatott mexikói labdarúgó                                                                 | 077 |                 |
| ismeretlen nap | Soltész István              | kohómérnök, vállalati vezető, kohó- és gépipari miniszter (1978–1980)                        | 084 |                 |
| szeptember 30. | Sajti János                 | vitorlázórepülő                                                                              | 075 |                 |
| szeptember 30. | Boris Šprem                 | horvát politikus, a Sabor elnöke                                                             | 056 |                 |
| szeptember 30. | Barbara Ann Scott           | világ- és olimpiai bajnok (1948) kanadai műkorcsolyázó                                       | 084 |                 |
| szeptember 30. | Szinte Gábor                | festőművész, díszlettervező                                                                  | 084 |                 |
| szeptember 29. | Hebe Camargo                | brazil televíziós műsorvezető, színésznő, énekesnő                                           | 083 |                 |
| szeptember 29. | Michael Henry Heim          | a Kaliforniai Egyetem szlavisztika professzora, műfordító                                    | 069 |                 |
| szeptember 28. | Eddie Bert                  | amerikai dzsessztrombitás                                                                    | 090 |                 |
| szeptember 28. | Ahmed Ramzi                 | egyiptomi színész                                                                            | 082 |                 |
| szeptember 28. | Michael O'Hare              | amerikai színész (Babylon 5)                                                                 | 060 |                 |
| szeptember 27. | Herbert Lom                 | cseh származású brit színész                                                                 | 095 |                 |
| szeptember 27. | Johnny Lewis                | amerikai sorozatszínész (Kemény motorosok)                                                   | 028 |                 |
| szeptember 26. | Verók István                | politikus (Magyar Szocialista Párt), Terézváros volt polgármestere                           | 062 |                 |
| szeptember 25. | Andy Williams               | amerikai énekes                                                                              | 084 |                 |
| szeptember 24. | Szigeti József              | filozófus, esztéta, az MTA rendes tagja                                                      | 091 |                 |
| szeptember 24. | Pavel Gracsov               | orosz tábornok, honvédelmi miniszter                                                         | 064 |                 |
| szeptember 23. | Kucsman Árpád               | Széchenyi-díjas kémikus, egyetemi tanár                                                      | 084 |                 |
| szeptember 23. | Trethon Ferenc              | politikus, közgazdász, munkaügyi miniszter                                                   | 069 |                 |
| szeptember 22. | Székely György              | színháztörténész, rendező, műfordító                                                         | 093 |                 |
| szeptember 22. | Kozma Károly                | filmes szakember                                                                             | 064 |                 |
| szeptember 22. | Corrie Sanders              | profi világbajnok dél-afrikai ökölvívó                                                       | 046 |                 |
| szeptember 21. | Jehuda Elkana               | izraeli történész, tudományfilozófus, a CEU rektora (1999–2009)                              | 078 |                 |
| szeptember 21. | Sven Hassel                 | dán származású német katona és író                                                           | 095 |                 |
| szeptember 20. | Tomáš Durdík                | Europa Nostra-díjas cseh régészprofesszor, kasztellológus                                    | 061 |                 |
| szeptember 20. | Tereska Torrès              | francia író                                                                                  | 092 |                 |
| szeptember 19. | Víctor Cabedo               | spanyol kerékpárversenyző                                                                    | 023 |                 |
| szeptember 18. | Santiago Carrillo           | spanyol politikus, a Spanyol Kommunista Párt egykori vezetője                                | 097 |                 |
| szeptember 18. | Jorge Manicera              | válogatott uruguayi labdarúgó                                                                | 073 |                 |
| szeptember 17. | Pavel Kazakov               | szovjet nemzetközi labdarúgó-játékvezető                                                     | 084 | [ 3 ]           |
| szeptember 17. | Zakar Ferenc Polikárp       | ciszterci szerzetes, a ciszterci rend generális apátja (1985-1995), zirci főapát (2000-2010) | 082 |                 |
| szeptember 16. | Friedrich Zimmermann        | német politikus (CSU), nyugatnémet belügyminiszter (1982-1989)                               | 087 |                 |
| szeptember 15. | Pierre Mondy                | francia színész, rendező                                                                     | 087 |                 |
| szeptember 15. | Antalpéter Tibor            | röplabdázó, diplomata                                                                        | 082 |                 |
| szeptember 14. | Szente András               | olimpiai (1960) és világbajnoki ezüstérmes kajakozó                                          | 072 |                 |
| szeptember 14. | Stephen Dunham              | amerikai színész (A múmia, Ki nevel a végén?, Kapj el, ha tudsz)                             | 048 |                 |
| szeptember 12. | Radoslav Brzobohatý         | cseh színész                                                                                 | 079 |                 |
| szeptember 12. | Tom Sims                    | amerikai extrém sportoló, többszörös gördeszka, snurfer és snowboard világbajnok             | 061 |                 |
| szeptember 12. | Szépe György                | nyelvész, egyetemi tanár                                                                     | 081 |                 |
| szeptember 12. | Uray Piroska                | irodalomtörténész, középiskolai tanár                                                        | 059 |                 |
| szeptember 12. | Sid Watkins                 | idegsebész, a Formula–1 vezető orvosa (1978-2004)                                            | 084 |                 |
| szeptember 11. | Csernai Tibor               | olimpiai bajnok labdarúgó                                                                    | 073 |                 |
| szeptember 11. | Christopher Stevens         | amerikai diplomata, líbiai nagykövet                                                         | 052 |                 |
| szeptember 10. | Enyedi György               | földrajztudós, az MTA rendes tagja                                                           | 082 |                 |
| szeptember 10. | Lance LeGault               | amerikai színész (Dallas, Magnum, A szupercsapat                                             | 077 |                 |
| szeptember 8.  | Szász Tamás István          | magyar származású amerikai pszichiáter                                                       | 092 |                 |
| szeptember 8.  | Baki Ádám                   | zenész, billentyűs (Stonehenge)                                                              | 034 |                 |
| szeptember 7.  | Leszek Drogosz              | háromszoros Európa-bajnok lengyel ökölvívó                                                   | 079 |                 |
| szeptember 7.  | Dorothy McGuire             | amerikai énekesnő (The McGuire Sisters)                                                      | 084 | [ halott link ] |
| szeptember 6.  | Art Modell                  | amerikai üzletember, a Cleveland Browns és a Baltimore Ravens tulajdonosa                    | 087 |                 |
| szeptember 6.  | Jerome Horwitz              | amerikai kémikus (a zidovudin előállítója)                                                   | 093 |                 |
| szeptember 6.  | Oscar Rossi                 | válogatott argentin labdarúgó                                                                | 082 |                 |
| szeptember 5.  | Türk István                 | számítástechnikai szakember, keresőoptimalizálási specialista                                | 036 |                 |
| szeptember 3.  | Foky Ottó                   | bábfilmes                                                                                    | 085 |                 |
| szeptember 3.  | Griselda Blanco             | kolumbiai drogbárónő, a "Kokainkirálynő"                                                     | 069 |                 |
| szeptember 3.  | Mun Szonmjong               | az Egyesítő Egyház koreai alapítója és vezetője                                              | 092 |                 |
| szeptember 3.  | Michael Clarke Duncan       | amerikai színész                                                                             | 054 |                 |
| szeptember 2.  | Emmanuel Nunes              | portugál zeneszerző                                                                          | 071 |                 |
| szeptember 1.  | Hal David                   | amerikai dalszövegíró                                                                        | 091 |                 |

## Augusztus
| Dátum         | Név                          | Foglalkozás / tisztség                                                                      | Kor | Forrás |
| ------------- | ---------------------------- | ------------------------------------------------------------------------------------------- | --- | ------ |
| augusztus 31. | Földvári György              | író, költő, publicista, képzőművész                                                         | 060 |        |
| augusztus 31. | Szergej Szokolov             | szovjet marsall, a Szovjetunió Hőse, védelmi miniszter (1984-1987)                          | 101 |        |
| augusztus 30. | Igor Kvasa                   | orosz színész                                                                               | 079 |        |
| augusztus 30. | Karácsony Tamás              | színművész                                                                                  | 056 |        |
| augusztus 30. | Mezei Márta                  | irodalomtörténész, kritikus                                                                 | 083 |        |
| augusztus 29. | Erik Axelryd                 | svéd nemzetközi labdarúgó-játékvezető                                                       | 085 |        |
| augusztus 29. | Nicholas Goodrick-Clarke     | angol történész, író                                                                        | 059 |        |
| augusztus 29. | Szergej Ovcsinnyikov         | orosz röplabdaedző                                                                          | 043 |        |
| augusztus 28. | Kiszely István               | antropológus                                                                                | 080 |        |
| augusztus 27. | Ivica Horvat                 | olimpiai ezüstérmes (1952) jugoszláv válogatott horvát labdarúgó                            | 086 |        |
| augusztus 27. | Malcolm Browne               | amerikai fotós és újságíró, 1964-ben Pulitzer-díjas                                         | 081 |        |
| augusztus 26. | Matekovics János             | romániai magyar újságíró, szerkesztő                                                        | 072 |        |
| augusztus 26. | Michna György                | az egykori 101. Puma vadászrepülő osztály repülő ásza                                       | 090 |        |
| augusztus 26. | Ujj Zoltán                   | az Ultrafutók Magyarországi Szövetségének elnöke, az ultrafutó versenyek meghonosítója      | 056 |        |
| augusztus 25. | Florencio Amarilla           | válogatott paraguayi labdarúgócsatár, edző                                                  | 077 |        |
| augusztus 25. | Neil Armstrong               | amerikai űrhajós, az első ember, aki a Holdra lépett (1969)                                 | 082 |        |
| augusztus 25. | Vesna Girardi-Jurkić         | horvát régész, muzeológus, oktatási, kulturális és sportminiszter (1992–1994)               | 068 |        |
| augusztus 25. | Anna-Maija Raittila          | finn evangélikus teológus, költőnő, énekszerző                                              | 084 |        |
| augusztus 24. | Pauli Ellefsen               | feröeri politikus, a Sambandsflokkurin volt elnöke, Feröer miniszterelnöke 1981–1985 között | 076 |        |
| augusztus 24. | Krum Janev                   | olimpiai bronzérmes (1956) bolgár labdarúgó                                                 | 083 |        |
| augusztus 24. | Félix Miéli Venerando        | világbajnok brazil labdarúgókapus                                                           | 074 |        |
| augusztus 23. | Jerry Nelson                 | amerikai bábművész                                                                          | 078 |        |
| augusztus 22. | Szennay András               | bencés szerzetes, egyetemi tanár, pannonhalmi főapát (1972–1991)                            | 091 |        |
| augusztus 21. | Tissa David                  | magyar származású amerikai animátor                                                         | 092 |        |
| augusztus 21. | Georg Leber                  | német politikus (SPD), nyugatnémet védelmi miniszter (1972–1978)                            | 091 |        |
| augusztus 21. | William Thurston             | amerikai matematikus                                                                        | 065 |        |
| augusztus 20. | Phyllis Diller               | amerikai színésznő, komédiás, az első széles körben ismert női stand-up előadó              | 095 |        |
| augusztus 20. | Dom Mintoff                  | máltai politikus, 1955–1958 és 1971–1984 között Málta miniszterelnöke                       | 096 |        |
| augusztus 20. | Meles Zenawi                 | etióp politikus, 1991–1995 között Etiópia elnöke, 1995–2012 között miniszterelnöke          | 057 |        |
| augusztus 20. | Jamamoto Mika                | japán újságíró                                                                              | 045 |        |
| augusztus 19. | Michel Durand-Delga          | francia geológus, tudománytörténész, az MTA tiszteleti tagja                                | 089 |        |
| augusztus 19. | Tony Scott                   | angol filmrendező                                                                           | 068 |        |
| augusztus 18. | Scott McKenzie               | amerikai énekes                                                                             | 073 |        |
| augusztus 18. | K. Kovács László             | néprajztudós, operatőr                                                                      | 104 |        |
| augusztus 18. | Verdes Tamás                 | színész, előadóművész                                                                       | 075 |        |
| augusztus 17. | Bogár Pál                    | Európa-bajnok magyar kosárlabdázó, olimpikon                                                | 084 |        |
| augusztus 17. | Tóth Zsuzsa                  | forgatókönyvíró                                                                             | 071 |        |
| augusztus 16. | Abune Paulosz                | az etióp ortodox egyház pátriárkája                                                         | 076 |        |
| augusztus 15. | Harry Harrison               | amerikai sci-fi-író                                                                         | 087 |        |
| augusztus 15. | Lugossy Mária                | szobrászművész                                                                              | 062 |        |
| augusztus 14. | Maja Bošković-Stulli         | horvát szlávista és folklorista, irodalomtörténész, író, kiadó, akadémikus                  | 089 |        |
| augusztus 14. | Svetozar Gligorić            | jugoszláv-szerb sakkozó                                                                     | 089 |        |
| augusztus 14. | Szergej Petrovics Kapica     | szovjet-orosz fizikus                                                                       | 084 |        |
| augusztus 13. | Helen Gurley Brown           | amerikai írónő, a Cosmopolitan magazin főszerkesztője (1965–1997)                           | 090 |        |
| augusztus 12. | Joe Kubert                   | lengyel születésű amerikai képregényrajzoló                                                 | 085 |        |
| augusztus 11. | Michael Dokes                | amerikai profi ökölvívó, világbajnok                                                        | 054 |        |
| augusztus 10. | Bernáth István               | irodalomtörténész, műfordító                                                                | 083 |        |
| augusztus 10. | Philippe Bugalski            | francia autóversenyző, kétszeres rali-világbajnoki futamgyőztes                             | 049 |        |
| augusztus 10. | Ioan Dicezare                | román második világháborús ászpilóta                                                        | 096 |        |
| augusztus 9.  | Al Freeman                   | amerikai színész, rendező, színházigazgató                                                  | 078 |        |
| augusztus 9.  | Jan Sawka                    | lengyel-amerikai festőművész, szobrász és grafikus                                          | 065 |        |
| augusztus 8.  | Domahidy András              | író, könyvtáros                                                                             | 092 |        |
| augusztus 8.  | Palkó Attila                 | erdélyi magyar helytörténész, régész, néprajzi író                                          | 089 |        |
| augusztus 7.  | Gály Olga                    | szlovákiai magyar költő, író, szerkesztő, műfordító                                         | 091 |        |
| augusztus 6.  | Marvin Hamlisch              | Oscar-díjas amerikai zeneszerző                                                             | 068 |        |
| augusztus 6.  | Robert Hughes                | ausztrál művészetkritikus és író                                                            | 074 |        |
| augusztus 6.  | Janáky István, ifj.          | Ybl-díjas építész, tanár                                                                    | 074 |        |
| augusztus 6.  | Borisz Davidovics Razinszkij | olimpiai bajnok (1956) szovjet válogatott orosz labdarúgókapus                              | 079 |        |
| augusztus 6.  | Ruggiero Ricci               | amerikai olasz hegedűművész                                                                 | 094 |        |
| augusztus 6.  | Sallay Géza                  | irodalomtörténész és italianista                                                            | 085 |        |
| augusztus 5.  | Erwin Axer                   | osztrák születésű lengyel színházi rendező, író, egyetemi professzor                        | 095 |        |
| augusztus 5.  | Safranek Károly              | Jászai Mari-díjas színművész                                                                | 059 |        |
| augusztus 5.  | Zwack Péter                  | gyáriparos, üzletember, politikus                                                           | 085 |        |
| augusztus 4.  | Andrássy István              | zoológus                                                                                    | 085 |        |
| augusztus 4.  | Kirk Urso                    | amerikai labdarúgó                                                                          | 022 |        |
| augusztus 3.  | Martin Fleischmann           | cseh származású brit kémikus                                                                | 085 |        |
| augusztus 2.  | John Keegan                  | angol hadtörténész                                                                          | 078 |        |
| augusztus 2.  | Bernd Meier                  | német labdarúgókapus                                                                        | 040 |        |
| augusztus 2.  | Sipos János                  | sportriporter, kerékpárversenyző                                                            | 061 |        |
| augusztus 1.  | Aldo Maldera                 | olasz válogatott labdarúgó                                                                  | 058 |        |
| augusztus 1.  | Pénzes István                | szlovákiai magyar pedagógus, művelődéstörténész, író                                        | 060 |        |
| augusztus 1.  | Cusima Keiko                 | japán színésznő                                                                             | 086 |        |

## Július
| Dátum              | Név                       | Foglalkozás / tisztség                                                              | Kor | Forrás |
| ------------------ | ------------------------- | ----------------------------------------------------------------------------------- | --- | ------ |
| július 31.         | Bányász Rezső             | újságíró, diplomata                                                                 | 081 |        |
| július 31.         | Miloš Čižmář              | morva régész, keltológus                                                            | 066 |        |
| július 31.         | Rudolf Kreitlein          | német labdarúgó-játékvezető                                                         | 092 |        |
| július 31.         | Jevgenyij Paszternak      | orosz irodalomkritikus, Borisz Paszternak fia                                       | 087 |        |
| július 31.         | Alfredo Ramos de Oliveira | brazil válogatott labdarúgó, edző                                                   | 087 |        |
| július 31.         | Tony Sly                  | amerikai énekes-gitáros (No Use for a Name)                                         | 041 |        |
| július 31.         | Vattay Elemér             | fényképész, műgyűjtő                                                                | 081 |        |
| július 31.         | Gore Vidal                | amerikai író, publicista                                                            | 086 |        |
| július 30.         | Maeve Binchy              | ír regényíró                                                                        | 072 |        |
| július 30. (k. n.) | Hunics József             | olimpiai bronzérmes (1956), Európa-bajnok kenus                                     | 076 |        |
| július 29.         | Chris Marker              | francia filmrendező                                                                 | 091 |        |
| július 29.         | James Mellaart            | brit régész, a törökországi Çatalhöyük fiatalabb kőkorszaki településének feltárója | 086 |        |
| július 28.         | Sepp Mayerl               | osztrák hegymászó                                                                   | 075 |        |
| július 28.         | Paraicz Ervin             | orvos, idegsebész, gyermekneurológus                                                | 085 |        |
| július 28.         | Tándor Lajos              | Aase-díjas színész                                                                  | 085 |        |
| július 27.         | Kovács Sándor             | labdarúgó (Debreceni VSC), református lelkész                                       | 080 |        |
| július 27.         | John Keith Taylor         | angol labdarúgó-játékvezető                                                         | 082 | [ 4 ]  |
| július 26.         | Hernádi Tibor             | animációsfilm-rendező, grafikusművész                                               | 061 |        |
| július 26.         | Lupe Ontiveros            | amerikai színésznő                                                                  | 069 |        |
| július 25.         | Vladimír Hriňák           | szlovák labdarúgó-játékvezető                                                       | 048 |        |
| július 24.         | Ajtay Viktor              | magyar származású amerikai hegedűművész és -tanár                                   | 091 |        |
| július 24.         | Nevin Çokay               | török festő, művészet- és művészettörténet-tanár                                    | 082 |        |
| július 24.         | John Atta Mills           | Ghána elnöke                                                                        | 068 |        |
| július 23.         | Sally Ride                | asztrofizikus, az első amerikai űrhajósnő                                           | 061 |        |
| július 23.         | Soós Ferenc               | játékvezető, sportvezető                                                            | 065 |        |
| július 22.         | George Armitage Miller    | amerikai pszichológus                                                               | 092 |        |
| július 22.         | Nagykaposi Elemér         | labdarúgó (DVSC), edző, sportvezető                                                 | 071 |        |
| július 21.         | Sammy Lee                 | angol biofizikus                                                                    | 054 |        |
| július 21.         | Susanne Lothar            | német színésznő (Furcsa játék, A felolvasó)                                         | 051 |        |
| július 20.         | Márkus Éva                | szinkronrendező                                                                     | 092 |        |
| július 20.         | Simon Ward                | angol színész                                                                       | 070 |        |
| július 19.         | Hans Nowak                | nyugatnémet válogatott német labdarúgó                                              | 074 |        |
| július 18.         | Robert Kurz               | német filozófus, közgazdász, publicista, újságszerkesztő                            | 068 |        |
| július 17.         | Ms. Melodie               | amerikai rapper                                                                     | 043 |        |
| július 16.         | Jon Lord                  | angol Hammond-orgona játékos, zongorista, a Deep Purple alapító tagja               | 071 |        |
| július 16.         | Kitty Wells               | Grammy életmű díjas country énekesnő, a "Country zene királynője"                   | 092 |        |
| július 15.         | Csoma Dezső               | római katolikus pap, esperes-plébános                                               | 062 |        |
| július 15.         | Celeste Holm              | Oscar-díjas amerikai színésznő (Mindent Éváról)                                     | 095 |        |
| július 14.         | Sixten Jernberg           | olimpiai bajnok (1956, 1960, 1964) svéd sífutó                                      | 083 |        |
| július 14.         | Mayer József              | válogatott röplabdázó (Újpesti Dózsa)                                               | 080 |        |
| július 13.         | Sage Stallone             | amerikai színész, Sylvester Stallone idősebb fia                                    | 036 |        |
| július 12.         | Tordon Ákos Miklós        | gyermek- és ifjúsági író, műfordító                                                 | 087 |        |
| július 11.         | Liska Dénes               | dramaturg                                                                           | 085 |        |
| július 11.         | Joe McBride               | skót labdarúgó                                                                      | 074 |        |
| július 11.         | André Simon               | francia autóversenyző                                                               | 092 |        |
| július 11.         | Zsidai József             | könyvtáros, a Nehézipari Műszaki Egyetem Központi Könyvtárának főigazgatója         | 078 |        |
| július 10.         | Szállási Árpád            | orvos, orvostörténész, egyetemi magántanár                                          | 082 |        |
| július 9.          | Tóth Lajos                | vajdasági pedagógus, egyetemi tanár, az MTA külső köztestületi tagja                | 088 |        |
| július 8.          | Ernest Borgnine           | Oscar-díjas amerikai színész ('A piszkos tizenkettő, Marty)                         | 095 |        |
| július 8.          | Parajdi Incze Lajos       | magyar származású író, költő                                                        | 095 | —      |
| július 8.          | Stuart R. Schram          | amerikai fizikus, politológus, sinológus                                            | 088 |        |
| július 8.          | Bándy Kata                | egy Pécsen történt bűncselekmény áldozata                                           | 025 |        |
| július 7.          | Imre Mátyás               | sportújságíró, főszerkesztő                                                         | 054 |        |
| július 7.          | Jerry Norman              | amerikai nyelvész, sinológus                                                        | 075 |        |
| július 7.          | Szécsényi-Nagy Gábor      | csillagász                                                                          | 064 |        |
| július 5.          | Tolnai Márta              | olimpikon tornász, edző, versenybíró                                                | 070 |        |
| július 4.          | Egil Bergstad             | norvég nemzetközi labdarúgó-játékvezető                                             | 082 |        |
| július 4.          | Lőrincz Barnabás          | régész, ókortörténész, egyetemi tanár, az MTA doktora                               | 061 |        |
| július 3.          | Andy Griffith             | amerikai színész, producer                                                          | 086 |        |
| július 3.          | Gruber Hugó               | magyar bábszínész, szinkronszínész                                                  | 074 |        |
| július 3.          | Sergio Pininfarina        | olasz autótervező                                                                   | 085 |        |
| július 3.          | Hollie Stevens            | AVN Award díjas amerikai pornószínésznő, modell                                     | 030 |        |
| július 2.          | Johannes Beck             | holland nemzetközi labdarúgó-játékvezető                                            | 087 |        |
| július 2.          | Károlyházy Frigyes        | Bródy Imre-díjas fizikus, egyetemi tanár                                            | 082 |        |
| július 1.          | Evelyn Lear               | amerikai szoprán operaénekesnő                                                      | 086 |        |
| július 1.          | Andrea Brunod             | Európa-bajnok olasz motorversenyző                                                  | 040 |        |
| július 1.          | Alan Goodwin Poindexter   | amerikai űrhajós                                                                    | 050 |        |

## Június
| Dátum      | Név                             | Foglalkozás / tisztség                                                                                              | Kor | Forrás          |
| ---------- | ------------------------------- | --- | --- | --------------- |
| június 30. | Jichák Sámír                    | izraeli politikus, miniszterelnök                                                                                   | 096 |                 |
| június 29. | Pásztor Gábor                   | Munkácsy Mihály-díjas grafikus                                                                                      | 078 |                 |
| június 29. | Déri Emma                       | kajakozó, diszkoszvető                                                                                              | 091 | [ halott link ] |
| június 28. | Ablonczy Pál                    | orvos | 061 |                 |
| június 28. | Oláh József                     | paralimpiai bajnok atléta                                                                                           | 063 |                 |
| június 27. | Berényi Dénes                   | atomfizikus, egyetemi tanár, az MTA rendes tagja                                                                    | 083 |                 |
| június 27. | Iurie Miterev                   | válogatott moldáv labdarúgó                                                                                         | 037 |                 |
| június 26. | Barabás Kásler Magda            | romániai magyar énekművész                                                                                          | 075 |                 |
| június 26. | Daniel Batman                   | ausztrál atléta, rövidtávfutó                                                                                       | 031 |                 |
| június 26. | Nora Ephron                     | amerikai filmrendező, forgatókönyvíró, producer                                                                     | 071 |                 |
| június 24. | Kóródi István                   | labdarúgó (Tatabányai Bányász)                                                                                      | 063 |                 |
| június 24. | Ku Csao-hao                     | kínai matematikus                                                                                                   | 086 |                 |
| június 24. | Miki Roqué                      | spanyol labdarúgó                                                                                                   | 023 |                 |
| június 23. | Franz Crass                     | német operaénekes (basszus)                                                                                         | 084 |                 |
| június 23. | Brigitte Engerer                | francia zongoraművész                                                                                               | 059 |                 |
| június 23. | Alan McDonald                   | északír labdarúgó, edző                                                                                             | 048 |                 |
| június 22. | Juan Luis Galiardo              | spanyol színész | 072 |                 |
| június 22. | Rolly Tasker                    | olimpiai ezüstérmes (1956) ausztrál vitorlázó                                                                       | 086 |                 |
| június 21. | Darabos Pál                     | könyvtáros, irodalomtörténész                                                                                       | 081 |                 |
| június 21. | Anna Schwartz                   | amerikai közgazdász                                                                                                 | 096 |                 |
| június 21. | Ramaz Sengelija                 | U21-es Európa-bajnok szovjet-grúz labdarúgó                                                                         | 055 |                 |
| június 19. | Gerry Bron                      | angol lemezproducer, menedzser (Uriah Heep, Motörhead)                                                              | 079 |                 |
| június 19. | Jim Drake                       | amerikai mérnök, a windszörf feltalálója                                                                            | 082 |                 |
| június 19. | Richard Lynch                   | amerikai színész | 076 |                 |
| június 19. | Szabó István                    | bűvész | 087 |                 |
| június 18. | Horacio Coppola                 | argentin fotóművész, filmrendező                                                                                    | 105 |                 |
| június 18. | Dobai Vilmos                    | Jászai Mari-díjas rendező                                                                                           | 083 |                 |
| június 18. | Alkétasz Panagúliasz            | görög labdarúgó, edző, politikus                                                                                    | 078 | [ halott link ] |
| június 18. | Sidó Csaba                      | labdarúgó, utánpótlásedző                                                                                           | 071 |                 |
| június 18. | Gazála Dzsáved                  | pakisztáni énekesnő                                                                                                 | 024 |                 |
| június 18. | Roger Verhaeghe                 | belga nemzetközi labdarúgó-játékvezető                                                                              | 078 |                 |
| június 17. | Nathan Divinsky                 | kanadai matematikus, sakkmester, szakíró                                                                            | 086 |                 |
| június 17. | Rodney King                     | amerikai férfi, aki rendőri brutalitás áldozata lett                                                                | 043 |                 |
| június 16. | Giuseppe Bertolucci             | olasz filmrendező                                                                                                   | 065 |                 |
| június 16. | Nájef bin Abd el-Azíz Ál Szaúd  | szaúd-arábiai trónörökös herceg (2011 óta)                                                                          | 078 | [ halott link ] |
| június 16. | Springer Antal                  | Ybl Miklós-díjas építészmérnök                                                                                      | 092 |                 |
| június 15. | George Kerr                     | Brit Nyugat-India színeiben olimpiai bronzérmes (1960) jamaicai atléta                                              | 074 |                 |
| június 15. | Varga Csaba                     | filmrendező, íráskutató                                                                                             | 066 |                 |
| június 14. | Miklós József                   | labdarúgó (Salgótarjáni BTC)                                                                                        | 063 |                 |
| június 14. | Gitta Sereny                    | magyar-osztrák származású brit újságíró, író                                                                        | 091 |                 |
| június 13. | Roger Garaudy                   | francia író, filozófus, holokauszt-revizionista                                                                     | 098 |                 |
| június 13. | William Standish Knowles        | Nobel-díjas amerikai kémikus                                                                                        | 095 |                 |
| június 13. | Lászlóffy Ilona                 | romániai magyar neveléstudós                                                                                        | 084 |                 |
| június 12. | Márván Arafat                   | szíriai nemzetközi labdarúgó-játékvezető, futballista, labdarúgó sport elemző, egyetemi adjunktus, újságíró         | 067 |                 |
| június 12. | Henry Hill                      | amerikai bűnöző | 069 |                 |
| június 12. | Elinor Ostrom                   | Nobel-díjas amerikai közgazdász                                                                                     | 078 |                 |
| június 12. | Pahiño                          | válogatott spanyol labdarúgó                                                                                        | 089 | [ halott link ] |
| június 11. | Hector Bianciotti               | argentin származású francia író, a Francia Akadémia tagja                                                           | 082 |                 |
| június 11. | Géher István                    | József Attila-díjas költő, műfordító, irodalomtörténész, egyetemi tanár                                             | 072 |                 |
| június 11. | Lipták András                   | Széchenyi-díjas kémikus, egyetemi tanár, az MTA rendes tagja                                                        | 076 |                 |
| június 11. | Roboz Zsuzsa                    | magyarországi születésű angliai festőművész                                                                         | 077 |                 |
| június 11. | Ann Rutherford                  | kanadai születésű amerikai színésznő                                                                                | 094 |                 |
| június 11. | Teófilo Stevenson               | háromszoros olimpiai bajnok (1972 és 1976 és 1980) és háromszoros világbajnok (1974 és 1978 és 1986) kubai ökölvívó | 060 |                 |
| június 11. | Urbán János                     | matematikus | 073 |                 |
| június 10. | Gordon West                     | angol labdarúgó | 069 |                 |
| június 9.  | Molnár István                   | Táncsics Mihály-díjas tervező szerkesztő, laptervező, tipográfus                                                    | 067 |                 |
| június 8.  | Nyikolaj Ivanov                 | olimpiai bajnok (1976) szovjet-orosz evezős                                                                         | 063 |                 |
| június 7.  | Kováts Ervin                    | svájci magyar kémikus, vegyészmérnök                                                                                | 084 |                 |
| június 7.  | Manuel Preciado Rebolledo       | spanyol labdarúgó, edző                                                                                             | 054 |                 |
| június 7.  | Bob Welch                       | amerikai gitáros (Fleetwood Mac)                                                                                    | 065 |                 |
| június 6.  | Hetényi Sándor                  | labdarúgó (Tatabánya)                                                                                               | 080 |                 |
| június 6.  | Vlagyimir Krutov                | kétszeres olimpiai bajnok (1984 és 1988) szovjet-orosz jégkorongozó                                                 | 052 |                 |
| június 6.  | Nemanja Nešić                   | Európa-bajnoki bronzérmes szerb evezős                                                                              | 024 |                 |
| június 6.  | Mikola Mikolajovics Voloszjanko | válogatott ukrán labdarúgó                                                                                          | 040 |                 |
| június 5.  | Ray Bradbury                    | amerikai sci-fi író                                                                                                 | 091 |                 |
| június 5.  | Frank Tamás                     | üzletember, sportvezető, osztrák válogatott kézilabdázó                                                             | 064 |                 |
| június 4.  | Eduard Hil                      | orosz énekes | 077 |                 |
| június 4.  | Méhes Balázs                    | építész, festőművész                                                                                                | 062 | [ halott link ] |
| június 3.  | Fülöp Sándor                    | festőművész | 083 | ?               |
| június 3.  | Roy Salvadori                   | brit autóversenyző                                                                                                  | 090 |                 |
| június 2.  | Kathryn Joosten                 | Emmy-díjas amerikai színésznő (Született feleségek)                                                                 | 072 |                 |
| június 2.  | Alessio Bisori                  | olasz kézilabdázó                                                                                                   | 024 |                 |

## Május
| Dátum     | Név                                | Foglalkozás / tisztség                                                                              | Kor | Forrás          |
| --------- | ---------------------------------- | --------------------------------------------------------------------------------------------------- | --- | --------------- |
| május 31. | Mark Midler                        | olimpiai és világbajnok szovjet vívó                                                                | 080 |                 |
| május 30. | Pete Cosey                         | amerikai dzsesszgitáros                                                                             | 068 |                 |
| május 30. | Sir Andrew Huxley                  | Nobel-díjas angol fiziológus                                                                        | 094 |                 |
| május 30. | Gerhard Pohl                       | német mérnök, politikus                                                                             | 074 |                 |
| május 30. | Székely András                     | Munkácsy Mihály-díjas művészettörténész, művelődéstörténész                                         | 069 |                 |
| május 29. | Sindó Kaneto                       | japán filmrendező, forgatókönyvíró, producer                                                        | 100 |                 |
| május 29. | Monyók Ildikó                      | színésznő, énekesnő                                                                                 | 063 |                 |
| május 28. | Jordán Gyula                       | történész, Kína-kutató, szakíró, egyetemi docens                                                    | 072 |                 |
| május 28. | Jurij Szuszloparov                 | szovjet válogatott ukrán labdarúgó, edző                                                            | 053 |                 |
| május 27. | Kulcsár Ferenc                     | labdarúgó (Haladás)                                                                                 | 063 |                 |
| május 27. | Székelyhidi László                 | orvos, országgyűlési képviselő                                                                      | 083 |                 |
| május 27. | Johnny Tapia                       | világbajnok amerikai ökölvívó                                                                       | 045 |                 |
| május 26. | Szöllősi Emil                      | labdarúgó, edző (Haladás)                                                                           | 084 |                 |
| május 25. | Keith Gardner                      | Brit Nyugat-India színeiben olimpiai bronzérmes (1960) jamaicai atléta                              | 082 |                 |
| május 25. | Ahmed Helifí                       | algériai nemzetközi labdarúgó-játékvezető                                                           | 083 |                 |
| május 25. | Jónás Frigyes                      | nyelvész, az ELTE Alkalmazott Nyelvészeti Tanszékének nyugalmazott egyetemi docense                 | 067 |                 |
| május 25. | Edoardo Mangiarotti                | hatszoros olimpiai bajnok (1936 és 1952 és 1956 és 1960) és tizenháromszoros világbajnok olasz vívó | 093 |                 |
| május 25. | Sándor János                       | szlovákiai magyar néprajzi gyűjtő, helytörténész                                                    | 082 |                 |
| május 25. | Stolcz János                       | labdarúgó (Győri Vasas ETO), edző                                                                   | 070 |                 |
| május 24. | Jacqueline Harpman                 | francia nyelvű belga író és pszichoanalitikus                                                       | 082 |                 |
| május 24. | Juan Francisco Lombardo            | argentin labdarúgó                                                                                  | 086 |                 |
| május 24. | Szombati Gille Ottó                | erdélyi magyar színházi rendező, író                                                                | 082 |                 |
| május 24. | Arthur Paul Stern                  | magyar származású amerikai elektrotechnikai mérnök                                                  | 086 |                 |
| május 23. | Elek Gyula                         | kézilabdázó, edző, sportvezető (FTC)                                                                | 080 |                 |
| május 22. | Otis Clark                         | az 1921-es tulsai merénylet legidősebb túlélője                                                     | 109 |                 |
| május 22. | Engländer Tibor                    | pszichológus, a magyar cionisták tiszteletbeli örökös elnöke                                        | 080 |                 |
| május 22. | Kalocsai Henrik                    | Európa-bajnoki bronzérmes (1966) atléta, hármasugró, távolugró                                      | 072 |                 |
| május 22. | Kirsch János                       | író, költő, diakónus, eszperantista                                                                 | 051 | [ halott link ] |
| május 21. | Juan Silvagno Cavanna              | chilei nemzetközi labdarúgó-játékvezető                                                             | 077 |                 |
| május 21. | Lengyel Erzsi                      | Jászai Mari-díjas színésznő                                                                         | 083 |                 |
| május 21. | Douglas Rodríguez                  | világbajnok (1974) kubai ökölvívó                                                                   | 061 |                 |
| május 20. | Robin Gibb                         | angol énekes, dalszövegíró (Bee Gees)                                                               | 062 |                 |
| május 20. | Eugene Polley                      | amerikai mérnök, a távirányító feltalálója                                                          | 096 |                 |
| május 20. | France Clidat                      | francia zongoraművész                                                                               | 080 |                 |
| május 19. | Ian Burgess                        | brit autóversenyző                                                                                  | 081 |                 |
| május 18. | Dietrich Fischer-Dieskau           | német operaénekes                                                                                   | 086 |                 |
| május 18. | Peter Jones                        | ausztrál dobos (Crowded House)                                                                      | 045 | [ halott link ] |
| május 18. | Sterbetz István                    | agrármérnök, ornitológus                                                                            | 088 |                 |
| május 18. | Lax M. Tamás (szül. Völgyes Tamás) | kulturális újságíró, szerkesztő                                                                     | 064 |                 |
| május 17. | Donna Summer                       | amerikai énekesnő                                                                                   | 063 |                 |
| május 16. | James Abdnor                       | amerikai politikus, szenátor (Dél-Dakota, 1981–1987)                                                | 089 |                 |
| május 16. | Chuck Brown                        | amerikai énekes és zenész, a Go-go zene kitalálója                                                  | 075 |                 |
| május 16. | Várady Béla                        | szlovákiai magyar színész                                                                           | 078 |                 |
| május 16. | Maria Biesu                        | moldáv operaénekesnő                                                                                | 076 |                 |
| május 15. | Angyal István János                | ausztráliai magyar kémikus, az MTA külső tagja                                                      | 097 |                 |
| május 15. | Zakaria Mohieddin                  | egyiptomi katonatiszt, politikus, miniszterelnök (1965–1966)                                        | 093 |                 |
| május 15. | Bárdos Tamás                       | magyar származású amerikai gyógyszervegyész, az MTA tiszteleti tagja                                | 096 |                 |
| május 15. | Dancsuly András                    | erdélyi magyar pedagógiai író, tanszékvezető egyetemi tanár                                         | 080 |                 |
| május 15. | Carlos Fuentes                     | mexikói író                                                                                         | 083 |                 |
| május 15. | Németh József                      | táncdalénekes                                                                                       | 081 |                 |
| május 14. | Mitchell Guist                     | amerikai színész, a Mocsárlakók szereplője                                                          | 047 |                 |
| május 14. | Vladimer Apciauri                  | olimpiai bajnok szovjet válogatott grúz vívó, edző                                                  | 050 |                 |
| május 13. | Les Leston                         | brit autóversenyző                                                                                  | 091 |                 |
| május 13. | Máté András                        | amerikai válogatott magyar labdarúgó                                                                | 072 |                 |
| május 13. | Lee Richardson                     | világbajnok angol salakmotoros                                                                      | 033 |                 |
| május 13. | Donald Dunn                        | amerikai basszusgitáros (The Blues Brothers, Booker T. & the M.G.'s)                                | 070 |                 |
| május 11. | Stanislav Brebera                  | cseh kémikus, feltaláló                                                                             | 086 |                 |
| május 11. | Seregi László                      | Kossuth-díjas koreográfus                                                                           | 082 |                 |
| május 10. | Evelyn Johnson („Mama Bird”)       | amerikai pilóta, a repült órák női világelsője                                                      | 102 | [ halott link ] |
| május 10. | Günther Kaufmann                   | német színész                                                                                       | 064 |                 |
| május 10. | Bernardo Sassetti                  | portugál dzsesszzongorista, zeneszerző                                                              | 041 |                 |
| május 10. | Carroll Shelby                     | amerikai autótervező, autóversenyző                                                                 | 089 |                 |
| május 10. | Sylvester Lajos                    | erdélyi magyar újságíró, közíró, drámaíró, színházigazgató                                          | 078 |                 |
| május 9.  | Vidal Sassoon                      | brit fodrász, hajszobrász                                                                           | 084 |                 |
| május 9.  | Somodi Lajos                       | olimpiai bronzérmes (1956) tőrvívó, edző                                                            | 083 |                 |
| május 8.  | Maurice Sendak                     | amerikai író, illusztrátor                                                                          | 083 |                 |
| május 7.  | Bartha Ferenc                      | közgazdász, MNB-elnök                                                                               | 068 |                 |
| május 7.  | Jules Bocandé                      | válogatott szenegáli labdarúgó, edző                                                                | 053 |                 |
| május 6.  | Jean Laplanche                     | francia pszichoanalitikus                                                                           | 087 |                 |
| május 6.  | Stork Csaba                        | díszlet- és látványtervező                                                                          | 057 |                 |
| május 5.  | Stevan Bena                        | jugoszláv válogatott szerb labdarúgó, edző                                                          | 076 |                 |
| május 5.  | Carl Johan Bernadotte              | svéd herceg                                                                                         | 095 |                 |
| május 5.  | Györkő Antal                       | olimpiai válogatott labdarúgó (Pécsi Dózsa)                                                         | 072 |                 |
| május 5.  | Horváth Tibor                      | hegymászó, hegyivezető                                                                              | 033 |                 |
| május 5.  | George Knobel                      | holland labdarúgóedző                                                                               | 089 |                 |
| május 4.  | Illés László                       | irodalomtörténész                                                                                   | 083 |                 |
| május 4.  | Nihat Özbirgül                     | török nemzetközi labdarúgó-játékvezető                                                              | 078 |                 |
| május 4.  | Adam Yauch                         | amerikai zenész (Beastie Boys)                                                                      | 047 |                 |
| május 4.  | Rashidi Yekini                     | válogatott nigériai labdarúgó                                                                       | 048 |                 |
| május 3.  | Csőke József                       | Balázs Béla-díjas rendező                                                                           | 085 | [ 9 ]           |
| május 3.  | Sziládi Zoltán                     | költő, szerkesztő, performer, a nyolcvanas évek avantgárd irodalmának sajátos egyénisége            | 052 | [ 10 ]          |
| május 1.  | Monoszlóy Dezső                    | költő, író, műfordító                                                                               | 088 |                 |
| május 1.  | Vértessy Sándor                    | újságíró, televíziós szerkesztő, rendező                                                            | 082 |                 |

## Április
| Dátum          | Név                         | Foglalkozás / tisztség                                                                    | Kor | Forrás          |
| -------------- | --------------------------- | ----------------------------------------------------------------------------------------- | --- | --------------- |
| Ismeretlen nap | Iván József                 | színész, operaénekes (tenor)                                                              | 087 |                 |
| április 30.    | Alexander Dale Oen          | világbajnok (2011) és olimpiai ezüstérmes (2008) norvég úszó                              | 026 |                 |
| április 30.    | Zádor Ervin                 | olimpiai bajnok (1956) vízilabdázó                                                        | 077 |                 |
| április 29.    | Márkus Gábor                | magyar származású amerikai orvos, onkológus, az MTA külső tagja                           | 089 |                 |
| április 29.    | Orosz István                | esszéista, kritikus, fordító, ellenzéki aktivista                                         | 061 |                 |
| április 28.    | Matilde Camus               | spanyol költő                                                                             | 092 |                 |
| április 27.    | Gere Mara                   | dramaturg, forgatókönyvíró, rendező                                                       | 079 |                 |
| április 27.    | Gerliczki János             | labdarúgó, edző, sportvezető (Nyíregyháza Spartacus)                                      | 074 |                 |
| április 26.    | Lev Ernszt                  | orosz agrármérnök, az MTA tiszteleti tagja                                                | 083 | [ halott link ] |
| április 25.    | Louis de Brocquy            | ír festőművész                                                                            | 095 |                 |
| április 23.    | Boday Ferenc                | magyar bajnok labdarúgó, sportvezető                                                      | 072 |                 |
| április 22.    | Maróti Egon                 | ókortörténész, klasszika-filológus, egyetemi tanár                                        | 084 |                 |
| április 22.    | Szikora Tamás               | Munkácsy Mihály-díjas festő                                                               | 068 |                 |
| április 21.    | Charles Colson              | a Fehér Ház jogtanácsosa, evangélista, a Prison Fellowship alapítója                      | 080 |                 |
| április 20.    | Bakonyi Ernő                | táncművész, pedagógus                                                                     | 053 |                 |
| április 20.    | Joe Muranyi                 | magyar származású amerikai dzsesszzenész                                                  | 084 |                 |
| április 19.    | Greg Ham                    | ausztrál zenész (Men at Work)                                                             | 058 |                 |
| április 19.    | Levon Helm                  | amerikai rockzenész (The Band)                                                            | 071 |                 |
| április 19.    | Jacques Martin              | kanadai atléta, többszörös paralimpiai bajnok                                             | 051 |                 |
| április 19.    | Valerij Vasziljev           | kétszeres olimpiai (1972 és 1976), nyolcszoros világbajnok orosz jégkorongozó             | 062 |                 |
| április 18.    | Pavol Bencz                 | csehszlovák válogatott szlovák labdarúgó                                                  | 075 |                 |
| április 18.    | Dick Clark                  | amerikai televíziós műsorvezető és producer                                               | 082 |                 |
| április 18.    | Haszpra Ottó                | vízépítő mérnök, egyetemi tanár, az MTA rendes tagja                                      | 083 |                 |
| április 18.    | Kiss Daisy                  | ügyvéd, a Magyar Ügyvédi Kamara főtitkára                                                 | 056 |                 |
| április 17.    | Koncz Zsuzsa                | Balogh Rudolf-díjas fotóriporter                                                          | 070 |                 |
| április 16.    | Barabás Sári                | magyar származású német operaénekes                                                       | 098 |                 |
| április 16.    | Teddy Charles               | amerikai dzsesszzenész: vibrafonos, zongorista                                            | 084 |                 |
| április 16.    | Palásthy György             | Balázs Béla-díjas filmrendező                                                             | 081 |                 |
| április 16.    | Polónyi Gyöngyi             | színművész                                                                                | 070 |                 |
| április 15.    | Muzslai Zoltán              | újságíró                                                                                  | 052 |                 |
| április 14.    | Piermario Morosini          | olasz labdarúgó                                                                           | 025 |                 |
| április 14.    | Stefano De Fiores           | olasz római katolikus pap és mariológus                                                   | 078 | [ halott link ] |
| április 13.    | Bakács László               | újságíró, tv-szerkesztő                                                                   | 036 |                 |
| április 13.    | Fogarasi János              | dzsesszzongorista                                                                         | 077 |                 |
| április 13.    | Margarita Lilova            | bulgáriai születésű ausztriai operaénekes                                                 | 076 |                 |
| április 12.    | Moldován Stefánia           | Liszt Ferenc-díjas operaénekes                                                            | 082 |                 |
| április 12.    | Vlagyimir Asztapovszkij     | olimpiai bronzérmes (1976) szovjet-orosz labdarúgó                                        | 065 |                 |
| április 12.    | Robert Kennedy              | kanadai publicista                                                                        | 073 |                 |
| április 11.    | Ahmed Ben Bella             | Algéria első államelnöke                                                                  | 093 |                 |
| április 11.    | Julio Alemán                | mexikói színész (A szerelem ösvényei), énekes                                             | 078 |                 |
| április 11.    | Gustaf Jansson              | olimpiai bronzérmes (1952) svéd atléta, maratoni futó                                     | 090 |                 |
| április 10.    | Barbara Buchholz            | német zenész, zeneszerző                                                                  | 052 |                 |
| április 10.    | Maria Pia Casilio           | olasz színésznő                                                                           | 076 |                 |
| április 10.    | Garamvölgyi Ágoston         | magyar bajnok labdarúgó (Bp. Honvéd)                                                      | 084 |                 |
| április 10.    | Jeckel Ferenc               | festőművész                                                                               | 061 |                 |
| április 9.     | Csupics Mária               | rádióbemondó                                                                              | 059 |                 |
| április 9.     | Mark Lenzi                  | olimpiai bajnok amerikai műugró                                                           | 043 |                 |
| április 9.     | Ivan Nagel                  | magyar származású német színikritikus, színházigazgató, műfordító                         | 080 |                 |
| április 9.     | Meral Okay                  | török forgatókönyvíró, színész, producer, a Szulejmán című televíziós sorozat megalkotója | 052 |                 |
| április 9.     | Borisz Parigin              | szovjet és orosz filozófus és pszichológus, a tudományos szociálpszichológia alapítója    | 081 |                 |
| április 9.     | Tóth László                 | szlovákiai magyar kick-bokszoló                                                           | 033 |                 |
| április 8.     | Heinrich Otten              | német hettitológus                                                                        | 098 |                 |
| április 8.     | Jack Tramiel                | a C64-et és más számítógépeket gyártó Commodore Business Machines alapítója               | 083 |                 |
| április 8.     | Vajay Erzsi                 | színésznő                                                                                 | 094 |                 |
| április 8.     | Janusz Kazimierz Zawodny    | lengyel második világháborús vadászpilóta, amerikai történész                             | 090 |                 |
| április 7.     | Ignace Moussa Daoud         | Antiochia szír pátriárkája, a Keleti Egyházak Kongregációjának prefektusa                 | 081 |                 |
| április 6.     | Bingu wa Mutharika          | malawi politikus, elnök (2004-től)                                                        | 078 |                 |
| április 6.     | Claude Miller               | francia filmrendező                                                                       | 070 |                 |
| április 6.     | Pálmai József               | kézilabdázó (Rába ETO), sportvezető                                                       | 068 |                 |
| április 5.     | Hazai Attila                | író                                                                                       | 044 |                 |
| április 5.     | Ferdinand Alexander Porsche | német tervező, Ferry Porsche fia és Ferdinand Porsche unokája                             | 077 |                 |
| április 5.     | Jim Marshall                | angol üzletember, a Marshall erősítőket gyártó cég alapítója                              | 088 |                 |
| április 4.     | Bereczki Gábor              | nyelvész, finnugrista, műfordító                                                          | 084 |                 |
| április 4.     | Nyikolaj Kraszovszkij       | orosz matematikus, villamosmérnök, az MTA tiszteleti tagja                                | 087 | [ halott link ] |
| április 4.     | Dubravko Pavličić           | ifjúsági világbajnok, horvát válogatott labdarúgó                                         | 044 |                 |
| április 3.     | Kopp Mária                  | orvos, pszichológus, egyetemi tanár                                                       | 070 |                 |
| április 3.     | Xenia Stad-de Jong          | olimpiai bajnok (1948) holland atléta, rövidtávfutó                                       | 090 |                 |
| április 3.     | José María Zárraga          | válogatott spanyol labdarúgó                                                              | 081 |                 |
| április 2.     | Sziklavári Szilárd          | romániai magyar operaénekes, színész                                                      | 031 |                 |
| április 1.     | Giorgio Chinaglia           | válogatott olasz labdarúgó                                                                | 065 | [ halott link ] |
| április 1.     | Miguel de la Madrid         | mexikói politikus, elnök (1982–1988)                                                      | 077 |                 |

## Március
| Dátum       | Név                    | Foglalkozás / tisztség                                                                   | Kor | Forrás          |
| ----------- | ---------------------- | ---------------------------------------------------------------------------------------- | --- | --------------- |
| március 30. | Fülöp Ernő             | romániai magyar újságíró, szerkesztő                                                     | 082 |                 |
| március 30. | Mustó János            | festőművész, grafikus                                                                    | 078 |                 |
| március 30. | Leonyid Sebarsin       | szovjet-orosz vezérőrnagy, a KGB volt elnöke (1989–91)                                   | 077 |                 |
| március 29. | Bartáné Nagy Csilla    | válogatott kosárlabdázó (BSE)                                                            | 058 |                 |
| március 28. | John Arden             | angol drámaíró                                                                           | 081 |                 |
| március 28. | Fodor Sándor           | erdélyi magyar költő, író, műfordító                                                     | 084 |                 |
| március 28. | Peter Phillips         | angol tudományos-fantasztikus író                                                        | 092 |                 |
| március 28. | Earl Scruggs           | amerikai bluegrass-zenész, bendzsós                                                      | 088 |                 |
| március 27. | Walter Hungerbühler    | svájci nemzetközi labdarúgó-játékvezető                                                  | 081 |                 |
| március 27. | Gian Franco Pagliaro   | olasz származású argentin énekes, dalszerző                                              | 070 |                 |
| március 27. | Páldi Ede              | nemzetközi labdarúgó-játékvezető                                                         | 095 |                 |
| március 27. | Ratkó István           | kandidátus, matematikus                                                                  | 069 | [ halott link ] |
| március 27. | Adrienne Rich          | amerikai költő, esszéíró, feminista és leszbikus aktivista                               | 082 |                 |
| március 25. | Edd Gould              | angol animátor és grafikus, az Eddsworld internetes flash animációs sorozat készítője    | 023 |                 |
| március 25. | Tony Newton            | brit konzervatív politikus, egészségügyi, majd társadalombiztosításért felelős miniszter | 074 |                 |
| március 25. | Békés Tamás            | forgatókönyvíró, az MTV munkatársa                                                       | 086 |                 |
| március 23. | Abdullahi Juszuf Ahmed | szomáliai politikus, elnök (2004-2008)                                                   | 077 |                 |
| március 23. | Pázmándy Péter         | magyar származású svájci labdarúgó, edző                                                 | 073 |                 |
| március 22. | Bege Antal             | erdélyi magyar matematikus, egyetemi oktató                                              | 049 |                 |
| március 21. | Murray Lender          | amerikai pék, a Lender-bagel (baigel) nevű péksütemény kitalálója                        | 081 | [ halott link ] |
| március 21. | Tonino Guerra          | olasz költő, író, forgatókönyvíró                                                        | 092 |                 |
| március 19. | Sík Igor               | Balázs Béla-díjas operatőr, a Magyar Televízió örökös tagja                              | 084 |                 |
| március 19. | Györgyfalvay Katalin   | Erkel Ferenc-díjas érdemes művész, táncművész-koreográfus                                | 074 |                 |
| március 18. | V. Tupou György        | Tonga királya                                                                            | 063 |                 |
| március 18. | Ács László             | matematikus-informatikus, egyetemi oktató                                                | 061 |                 |
| március 18. | Imra Agotić            | horvát tábornok, a horvátországi háború egyik horvát katonai parancsnoka                 | 069 |                 |
| március 18. | Suti István            | díjlovagló                                                                               | 072 |                 |
| március 18. | Wéber Antal            | irodalomtörténész, egyetemi tanár, a Magyar Irodalomtörténeti Társaság alelnöke          | 082 | —               |
| március 17. | John Demjanjuk         | ukrán náci háborús bűnös                                                                 | 091 |                 |
| március 17. | III. Senuda            | alexandriai kopt pápa                                                                    | 088 |                 |
| március 16. | Estanislao Basora      | spanyol-katalán labdarúgó                                                                | 085 |                 |
| március 15. | Szabó János            | építőmérnök, az MTA rendes tagja, építésügyi államtitkár                                 | 091 |                 |
| március 14. | Angster József         | orgonakészítő, gépészmérnök                                                              | 095 |                 |
| március 14. | Pintér Tamás           | kaszkadőr, öttusaedző, vívó szakedző, egyetemi docens                                    | 070 |                 |
| március 14. | Pierre Schoendoerffer  | francia forgatókönyvíró, rendező, író, a César-díj egyik alapítója                       | 082 |                 |
| március 13. | Michel Duchaussoy      | francia színész                                                                          | 073 |                 |
| március 12. | Bak Zoltán             | gitárművész                                                                              | 048 |                 |
| március 12. | Hollósi Gábor          | biológus, a biológiai tudomány kandidátusa                                               | 077 |                 |
| március 11. | Csongrádi Mária        | rendező                                                                                  | 084 |                 |
| március 11. | Hável László           | színművész                                                                               | 075 |                 |
| március 11. | Reiman István          | matematikus                                                                              | 086 |                 |
| március 11. | John Souza             | amerikai labdarúgó                                                                       | 091 |                 |
| március 10. | Jean Giraud (Mœbius)   | francia képregényszerző                                                                  | 073 |                 |
| március 10. | Julio César González   | mexikói ökölvívó                                                                         | 035 |                 |
| március 10. | Frank Sherwood Rowland | Nobel-díjas amerikai kémikus                                                             | 084 |                 |
| március 10. | Nick Zoricic           | kanadai síakrobata                                                                       | 029 |                 |
| március 9.  | Szőnyi G. Sándor       | Balázs Béla-díjas dramaturg, rendező                                                     | 083 |                 |
| március 8.  | Leslie Cochran         | amerikai transzszexuális hajléktalan, politikus, LMBT jogi aktivista                     | 060 |                 |
| március 7.  | Félicien Marceau       | belga származású francia író, a Francia Akadémia tagja                                   | 098 |                 |
| március 7.  | Ramaz Urusadze         | grúz labdarúgó                                                                           | 072 |                 |
| március 6.  | Włodzimierz Smolarek   | válogatott lengyel labdarúgó                                                             | 054 |                 |
| március 6.  | Marquitos              | válogatott spanyol labdarúgó                                                             | 078 |                 |
| március 3.  | Ralph McQuarrie        | Oscar-díjas amerikai sci-fi grafikus                                                     | 082 |                 |
| március 3.  | Ronnie Montrose        | amerikai gitáros, a Montrose együttes alapítója                                          | 064 |                 |
| március 3.  | Vágvölgyi János        | orvos, kórházigazgató, országgyűlési képviselő                                           | 074 |                 |
| március 1.  | Kutasi Róbert          | labdarúgó, a REAC labdarúgóklub igazgatója                                               | 048 |                 |
| március 1.  | Henryk Bałuszyński     | válogatott lengyel labdarúgó                                                             | 039 |                 |
| március 1.  | Lucio Dalla            | olasz énekes, zenész                                                                     | 068 |                 |

## Február
| Dátum       | Név                             | Foglalkozás / tisztség                                                      | Kor | Forrás          |
| ----------- | ------------------------------- | --------------------------------------------------------------------------- | --- | --------------- |
| február 29. | Cselőtei László                 | kertészmérnök, egyetemi tanár, az MTA rendes tagja                          | 087 |                 |
| február 29. | Davy Jones                      | angol színész és énekes (The Monkees)                                       | 066 |                 |
| február 28. | Jaime Graça                     | válogatott portugál labdarúgó, edző                                         | 070 |                 |
| február 27. | Armand Penverne                 | válogatott francia labdarúgó, edző                                          | 085 |                 |
| február 26. | Balatoni Endre (Boli)           | a Vágtázó Halottkémek dobosa                                                | 046 |                 |
| február 26. | Fekete Árpád                    | labdarúgó, edző, a mexikói labdarúgó válogatott szövetségi kapitánya (1963) | 090 |                 |
| február 26. | Mezey István                    | festőművész, grafikus                                                       | 066 | [ halott link ] |
| február 25. | Maurice André                   | francia trombitaművész                                                      | 078 | [ halott link ] |
| február 25. | Lynn Compton                    | amerikai jogász, rendőr és katona                                           | 090 |                 |
| február 25. | Red Holloway                    | amerikai szaxofonos                                                         | 084 |                 |
| február 25. | Erland Josephson                | svéd színész, forgatókönyvíró, rendező                                      | 088 |                 |
| február 25. | Louisiana Red                   | amerikai bluesgitáros, harmonikás, énekes                                   | 079 |                 |
| február 24. | Anhalt István                   | kanadai magyar zeneszerző                                                   | 092 |                 |
| február 23. | Jan Hendrik van Borssum Buisman | holland festő                                                               | 092 |                 |
| február 22. | Angyal Mária                    | magyar színházi rendező                                                     | 083 |                 |
| február 22. | Marie Colvin                    | amerikai újságíró, haditudósító                                             | 055 |                 |
| február 22. | Szerémy Gyula                   | Prima Primissima díjas pedagógus                                            | 077 |                 |
| február 21. | Yusuf Kurçenli                  | török filmrendező, forgatókönyvíró és producer                              | 065 |                 |
| február 21. | Barney Rosset                   | amerikai könyvkiadó (Grove Press)                                           | 089 |                 |
| február 20. | Bognár Ferenc                   | labdarúgó (Videoton)                                                        | 079 |                 |
| február 19. | Renato Dulbecco                 | Nobel-díjas olasz-amerikai virológus                                        | 097 |                 |
| február 18. | Breznay József                  | Munkácsy-díjas festőművész                                                  | 095 |                 |
| február 18. | Lengyel Pál                     | színházrendező, Blattner Géza-díjas bábszínházi rendező, színészpedagógus   | 068 |                 |
| február 17. | Nicolaas Govert de Bruijn       | holland matematikus                                                         | 093 |                 |
| február 17. | Ulrich Neisser                  | német származású amerikai kognitív pszichológus                             | 083 |                 |
| február 15. | Charles Anthony                 | amerikai olasz (szicíliai) operaénekes és slágerénekes                      | 082 |                 |
| február 15. | Lina Romay                      | spanyol színésznő                                                           | 057 |                 |
| február 15. | Szeli István                    | irodalomtörténész, tanár, kritikus                                          | 090 |                 |
| február 15. | Zsombok Timár György            | író, novellista                                                             | 079 |                 |
| február 14. | Tonmi Lillman (Otus)            | finn dobos (Lordi)                                                          | 038 |                 |
| február 14. | Dory Previn                     | amerikai énekesnő, dalszövegíró, zeneszerző, költő                          | 086 |                 |
| február 14. | Rusorán Péter                   | olimpiai bajnok vízilabdázó, edző                                           | 071 |                 |
| február 13. | Barbacsy Imre                   | sportvezető, a KSI igazgatója                                               | 081 |                 |
| február 13. | Berbás Péter                    | labdarúgó (Haladás)                                                         | 042 |                 |
| február 13. | Frank Braña                     | spanyol színész                                                             | 077 |                 |
| február 12. | Hornyik Miklós                  | író, újságíró, kritikus, szerkesztő                                         | 068 |                 |
| február 12. | Pálfy Gyula                     | néptánckutató                                                               | 062 |                 |
| február 12. | David Kelly                     | ír színész                                                                  | 082 |                 |
| február 11. | Whitney Houston                 | amerikai énekesnő                                                           | 048 |                 |
| február 10. | Adolfo Schwelm Cruz             | argentin autóversenyző                                                      | 088 |                 |
| február 10. | Jeffrey Zaslow                  | amerikai író-publicista                                                     | 053 |                 |
| február 8.  | Wando                           | brazil énekes                                                               | 066 |                 |
| február 7.  | Bertóti Éva                     | válogatott röplabdázó                                                       | 076 |                 |
| február 6.  | Juan Vicente Lezcano            | paraguayi labdarúgó                                                         | 074 |                 |
| február 6.  | Antoni Tàpies                   | katalán szobrász és festőművész                                             | 088 |                 |
| február 6.  | Udvardi István                  | olimpiai bronzérmes (1980) vízilabdázó                                      | 051 | [ halott link ] |
| február 6.  | Vágó Szilárd                    | magyar származású francia biológus, az MTA tiszteleti tagja                 | 090 |                 |
| február 6.  | Janice Elaine Voss              | amerikai mérnök, űrhajósnő                                                  | 055 | [ 11 ]          |
| február 5.  | Szűcs Loránt                    | Liszt Ferenc-díjas zongoraművész                                            | 072 |                 |
| február 4.  | Sebestyén János                 | orgona- és csembalóművész                                                   | 080 |                 |
| február 4.  | Bácskai Márta                   | diszkoszvető, a magyar országos csúcs birtokosa                             | 052 |                 |
| február 4.  | Csurka István                   | kétszeres József Attila-díjas író, politikus, a MIÉP elnöke                 | 077 |                 |
| február 4.  | Halász Enikő                    | újságíró                                                                    | 038 |                 |
| február 3.  | Ben Gazzara                     | amerikai színész                                                            | 081 |                 |
| február 3.  | John Christopher                | angol tudományos-fantasztikus író                                           | 089 |                 |
| február 3.  | Zalman King                     | amerikai filmrendező, producer (9 és 1/2 hét, Vad orchideák)                | 069 |                 |
| február 2.  | Losonczi Flórián                | labdarúgó, sportvezető (Csepel)                                             | 067 |                 |
| február 1.  | Angelo Dundee                   | ökölvívóedző, leghíresebb tanítványa Muhammad Ali volt (1960–1981)          | 090 |                 |
| február 1.  | Don Cornelius                   | amerikai televíziós műsorvezető, producer                                   | 075 |                 |
| február 1.  | Ladislav Kuna                   | szlovák labdarúgó, edző                                                     | 064 |                 |
| február 1.  | Wisława Szymborska              | irodalmi Nobel-díjas lengyel költő                                          | 088 |                 |

## Január
| Dátum      | Név                                  | Foglalkozás / tisztség                                                                                                | Kor | Forrás          |
| ---------- | ------------------------------------ | --- | --- | --------------- |
| január 31. | Leslie Carter                        | amerikai énekesnő | 025 |                 |
| január 30. | Tamás Gábor                          | atléta, kalapácsvető                                                                                                  | 050 |                 |
| január 29. | François Migault                     | francia autóversenyző                                                                                                 | 067 |                 |
| január 29. | Oscar Luigi Scalfaro                 | olasz politikus, elnök (1992–1999)                                                                                    | 093 |                 |
| január 29. | Predrag Dragić                       | szerb író | 066 |                 |
| január 28. | Roman Juszkiewicz                    | lengyel kozmológus, asztrofizikus                                                                                     | 059 |                 |
| január 28. | Verestói Géza                        | rockénekes, zenész, költő, újságíró                                                                                   | 056 |                 |
| január 27. | Rózsavölgyi István                   | olimpiai bronzérmes (1960) atléta, középtávfutó                                                                       | 082 |                 |
| január 27. | Juan Sarrachini                      | válogatott argentin labdarúgó                                                                                         | 065 |                 |
| január 26. | Ian Abercrombie                      | angol színész | 077 |                 |
| január 26. | Dimitra Arliss                       | görög származású amerikai színésznő                                                                                   | 079 | [ halott link ] |
| január 26. | Clare Fischer                        | amerikai billentyűs, zeneszerző, hangszerelő, zenekarvezető                                                           | 083 |                 |
| január 26. | Robert Hegyes                        | amerikai színész | 060 |                 |
| január 26. | Roberto Mieres                       | argentin autóversenyző és olimpikon vitorlázó                                                                         | 087 |                 |
| január 26. | Pierre Sinibaldi                     | francia labdarúgó, edző                                                                                               | 087 | [ 12 ]          |
| január 25. | Mark Reale                           | amerikai heavy metal gitáros                                                                                          | 056 |                 |
| január 25. | Zsámboki László                      | könyvtáros, a Miskolci Egyetem Központi Könyvtárának főigazgatója, a Selmeci Műemlékkönyvtár kialakítója, vezetője    | 077 |                 |
| január 24. | Kurt Adolff                          | német autóversenyző                                                                                                   | 090 |                 |
| január 24. | James Farentino                      | amerikai filmszínész                                                                                                  | 073 |                 |
| január 24. | Thódorosz Angelópulosz               | görög filmrendező | 076 |                 |
| január 24. | Hans Till                            | romániai származású osztrák botanikus, kaktuszspecialista                                                             | 092 |                 |
| január 22. | Kisignácz Ferenc                     | újságíró | 061 |                 |
| január 22. | Rolf Kutschera                       | osztrák színész és rendező                                                                                            | 096 |                 |
| január 22. | Szénási Sándor                       | plébános, kanonok, teológiai tanár                                                                                    | 089 |                 |
| január 21. | Czettler Antal                       | svájci magyar történész                                                                                               | 087 |                 |
| január 21. | Isioka Eiko                          | Oscar-díjas japán kosztüm- és jelmeztervező; a pekingi olimpia jelmeztervezője                                        | 073 |                 |
| január 21. | Nagyházi Csaba                       | műkereskedő | 067 |                 |
| január 20. | Etta James                           | amerikai blues-, soul- és R&B-énekesnő                                                                                | 073 |                 |
| január 20. | Jiří Raška                           | olimpiai bajnok (1968) cseh síugró                                                                                    | 070 |                 |
| január 20. | Eli Urbanová                         | cseh író, költő, eszperantista                                                                                        | 089 |                 |
| január 19. | Sarah Burke                          | világbajnok kanadai freestyle síelő                                                                                   | 029 |                 |
| január 18. | Giuseppe Vedovato                    | olasz társadalomtudós, politikus                                                                                      | 100 |                 |
| január 17. | Fábián Tamás                         | geográfus, utazó | 054 |                 |
| január 17. | Johnny Otis                          | amerikai R&B énekes, zenész                                                                                           | 090 |                 |
| január 17. | Szabad Gábor                         | bőrgyógyász, amatőr geológus                                                                                          | 039 |                 |
| január 16. | Csemer Géza                          | roma származású író, forgatókönyvíró, színházi rendező                                                                | 067 |                 |
| január 16. | Jimmy Castor                         | amerikai funk és rhythm and blues szaxofonos                                                                          | 071 |                 |
| január 15. | Mika Ahola                           | finn motorversenyző, ötszörös enduró világbajnok                                                                      | 037 |                 |
| január 14. | Angelo Amendolia                     | olasz nemzetközi labdarúgó-játékvezető                                                                                | 060 |                 |
| január 14. | R. Fürtös Ilona                      | Munkácsy Mihály-díjas textilművész                                                                                    | 070 |                 |
| január 14. | Lang Jánosné                         | Apáczai Csere János-díjas matematika-fizika szakos tanár                                                              | 085 | —               |
| január 14. | L. Németh Erzsébet                   | Babits-díjas költő, a Magyarok Világszövetségének elnökhelyettese                                                     | 085 |                 |
| január 14. | IV. Ekuikui                          | angolai király | 098 |                 |
| január 13. | Bernáthy Sándor                      | Munkácsy Mihály-díjas grafikus, festő, zenész                                                                         | 062 |                 |
| január 13. | Fehér Sándor                         | hegedűművész | 038 |                 |
| január 13. | Rauf Raif Denktaş                    | ciprusi, török-ciprióta politikus, az Észak-ciprusi Török Köztársaság nevű szakadár állam megalapítója és első elnöke | 087 |                 |
| január 13. | Lefter Küçükandonyadis               | görög származású török labdarúgó, edző                                                                                | 086 |                 |
| január 12. | Takács Ernő                          | bányakutató-mérnök, a Miskolci Egyetem professzor emeritusa                                                           | 084 |                 |
| január 11. | Bohumil Golián                       | olimpiai ezüstérmes (1964) csehszlovák válogatott szlovák röplabdázó                                                  | 080 |                 |
| január 11. | Gilles Jacquier                      | francia újságíró, fotóriporter                                                                                        | 043 |                 |
| január 11. | Mosztafa Ahmadi Rosan                | iráni atomtudós | 032 |                 |
| január 10. | Vince Gibson                         | amerikai amerikaifutball-játékos, edző                                                                                | 078 |                 |
| január 10. | Szakurai Takao                       | olimpiai bajnok (1964) japán ökölvívó                                                                                 | 070 |                 |
| január 9.  | Klausz Gábor                         | könyvtáros, pedagógus, Gárdony alpolgármestere                                                                        | 055 |                 |
| január 9.  | Marsay Magda                         | operaénekesnő | 084 |                 |
| január 9.  | Malam Bacai Sanhá                    | bissau-guineai politikus, elnök (1999–2000, 2009–2012)                                                                | 064 |                 |
| január 9.  | Spányik Éva                          | színésznő | 083 |                 |
| január 8.  | Andrea Bosic                         | olasz színész | 092 |                 |
| január 8.  | Maurer I. Gyula                      | erdélyi származású magyar matematikus, egyetemi tanár                                                                 | 084 |                 |
| január 8.  | Alexis Weissenberg                   | bolgár származású francia zongorista                                                                                  | 082 |                 |
| január 7.  | Mádi Jenő                            | ezredes, a Magyar Politikai Foglyok Szövetségének (Pofosz) elnöke                                                     | 080 |                 |
| január 7.  | Szőke János                          | szalézi szerzetes pap, szatmári és nagyváradi kanonok, kolozsmonostori apát                                           | 085 |                 |
| január 7.  | Herbert Wilf                         | amerikai matematikus                                                                                                  | 080 |                 |
| január 5.  | Ágoston István                       | Táncsics-díjas újságíró, a Magyar Rádió szerkesztőség-vezetője                                                        | 063 | [ halott link ] |
| január 5.  | Holló János                          | vegyészmérnök, egyetemi tanár, az MTA rendes tagja                                                                    | 092 |                 |
| január 5.  | Lázin János                          | nemzetközi labdarúgó-játékvezető                                                                                      | 070 | [ halott link ] |
| január 5.  | Frederica Sagor Maas                 | amerikai drámaíró, forgatókönyvíró, emlékiratíró, író                                                                 | 111 |                 |
| január 5.  | Alekszandr Alekszejevics Szizonyenko | orosz kosárlabdázó, a világ legmagasabb embere (1990)                                                                 | 053 |                 |
| január 4.  | Eve Arnold                           | amerikai fotóriporter                                                                                                 | 099 | [ halott link ] |
| január 4.  | Décsy Györgyi                        | színésznő | 090 |                 |
| január 4.  | Földes Dénes                         | labdarúgó (Győri ETO)                                                                                                 | 068 |                 |
| január 4.  | Josef Hejzlar                        | cseh sinológus, művészettörténész                                                                                     | 084 |                 |
| január 4.  | Kerry McGregor                       | skót énekesnő, színésznő, dalszövegíró                                                                                | 037 | [ halott link ] |
| január 3.  | Enrique de Melchor                   | spanyol flamencogitáros                                                                                               | 061 |                 |
| január 3.  | Josef Škvorecký                      | cseh író, publicista                                                                                                  | 087 |                 |
| január 3.  | Sztyepan Oscsepkov                   | olimpiai bajnok (1964) szovjet-orosz kenus                                                                            | 077 |                 |
| január 2.  | Silvana Gallardo                     | amerikai színésznő és színi tanárnő                                                                                   | 058 |                 |
| január 1.  | Gary Ablett                          | angol labdarúgó | 046 |                 |
| január 1.  | Bob Anderson                         | angol vívó, olimpikon, film-harckoreográfus (Csillagok háborúja, A Gyűrűk Ura)                                        | 089 |                 |
| január 1.  | Jorge Andrés Boero                   | argentin motorversenyző (Dakar-rali)                                                                                  | 038 |                 |
| január 1.  | Francesco Marino Di Teana            | olasz származású argentin-spanyol-francia szobrász                                                                    | 091 |                 |
| január 1.  | Kiro Gligorov                        | macedón politikus, elnök (1991–1999)                                                                                  | 094 |                 |
| január 1.  | Frank Horwill                        | brit atlétaedző | 084 |                 |
| január 1.  | Jaffa Jarkoni                        | izraeli énekesnő | 086 |                 |
| január 1.  | Tommy Mont                           | amerikai amerikaifutball-játékos és egyetemi edző                                                                     | 089 |                 |

## Lásd még
- Halálozások 2012-ben a sportban
- Halálozások 2012-ben a filmművészetben